# Élisabeth II
Pour les articles homonymes, voir Élisabeth II (homonymie) et Élisabeth d'York (homonymie).
Élisabeth II (prononcé en français : /elizabɛt/ ; en anglais : Elizabeth II, prononcé /əˈlɪzəbəθ/), née le 21 avril 1926 à Londres et morte le 8 septembre 2022 au château de Balmoral (Écosse), est reine du Royaume-Uni de Grande-Bretagne et d'Irlande du Nord et des autres royaumes du Commonwealth du 6 février 1952 à sa mort.
À sa naissance, elle est troisième dans l'ordre de succession au trône après son oncle, le futur Édouard VIII, et son père, le futur George VI. En 1936, son oncle devient roi mais abdique quelques mois plus tard, laissant le trône à son frère cadet. La princesse Élisabeth devient alors, à l'âge de 10 ans, l'héritière présomptive de la Couronne britannique. Durant la Seconde Guerre mondiale, elle s'enrôle au sein de l'Auxiliary Territorial Service. Le 20 novembre 1947, elle épouse Philip Mountbatten, prince de Grèce et de Danemark, avec qui elle a quatre enfants : Charles, Anne, Andrew et Edward.
Elle accède au trône britannique le 6 février 1952, à l'âge de 25 ans, à la mort de George VI. Son couronnement, le 2 juin 1953, est le premier à être retransmis à la télévision. Elle devient la souveraine de sept États indépendants du Commonwealth : l'Afrique du Sud, l'Australie, le Canada, Ceylan, la Nouvelle-Zélande, le Pakistan et le Royaume-Uni. Entre 1956 et 2021, le nombre de ses royaumes évolue : des colonies de l'Empire britannique accèdent à l'indépendance, choisissent de reconnaître ou non Élisabeth II comme monarque constitutionnel de leur nouvel État indépendant ; certains royaumes deviennent par ailleurs des républiques. L'année de sa mort, en plus de l'Australie, du Canada, de la Nouvelle-Zélande et du Royaume-Uni susmentionnés, Élisabeth II est reine d'Antigua-et-Barbuda, des Bahamas, du Belize, de la Grenade, de la Jamaïque, de Papouasie-Nouvelle-Guinée, de Saint-Christophe-et-Niévès, de Saint-Vincent-et-les-Grenadines, de Sainte-Lucie, des Îles Salomon et des Tuvalu.
Au cours d'un long règne où elle voit se succéder quinze Premiers ministres britanniques différents, elle effectue de nombreuses visites historiques et supervise plusieurs changements constitutionnels dans ses royaumes, comme la dévolution du pouvoir au Royaume-Uni et le rapatriement de la Constitution du Canada. Elle connaît également des moments difficiles, notamment l'assassinat de Lord Mountbatten en 1979, oncle et mentor du prince Philip, les séparations et le divorce de trois de ses enfants en 1992 (année qu'elle qualifie d'annus horribilis), la mort de sa belle-fille, Diana Spencer, en 1997, les morts presque simultanées de sa sœur et de sa mère en 2002, ainsi que la mort de son époux en 2021 après plus de 73 ans de mariage. Par ailleurs, la reine a parfois dû faire face à de virulentes critiques de la presse à l'encontre de la famille royale, mais le soutien à la monarchie et sa popularité personnelle restent globalement élevés parmi la population britannique au cours de son règne.
Le 9 septembre 2015, elle devient le souverain britannique ayant régné le plus longtemps, dépassant la durée de règne de son arrière-arrière-grand-mère la reine Victoria (63 ans, 7 mois et 2 jours à cette date). Le 13 octobre 2016, à la suite de la mort du roi de Thaïlande Rama IX, elle devient le souverain régnant depuis le plus longtemps et le plus âgé alors en fonction.
En juin 2022, elle devient le premier monarque de l'histoire du Royaume-Uni à célébrer son jubilé de platine, qui marque le 70e anniversaire de son accession au trône. Elle est le deuxième des monarques de l'ère moderne ayant eu le règne le plus long d'Europe (70 ans, 7 mois et 2 jours), derrière le roi de France Louis XIV (72 ans, 3 mois et 18 jours). Elle meurt trois mois plus tard, le 8 septembre 2022, à l'âge de 96 ans ; son fils aîné lui succède sous le nom de Charles III.

## Premières années

### Naissance et famille

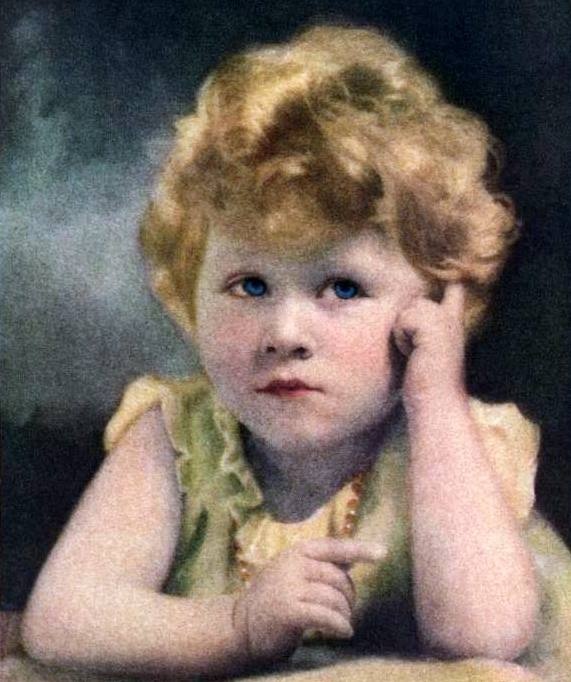
Élisabeth en 1929, à l'âge de trois ans.

Élisabeth Alexandra Mary naît par césarienne à 2 h 40 le 21 avril 1926 dans la résidence londonienne de ses grands-parents maternels, située au 17 Bruton Street, à Mayfair,,,,,. Elle est le premier enfant du prince Albert, duc d'York (futur George VI) et de son épouse, Elizabeth Bowes-Lyon. Son père est le second fils du roi George V et de la reine Mary et sa mère est la plus jeune fille de l'aristocrate écossais Claude Bowes-Lyon, lord Strathmore. Élisabeth est baptisée par l'archevêque d'York, Cosmo Lang, dans la chapelle privée du palais de Buckingham le 29 mai,. Elle est nommée Élisabeth en hommage à sa mère, Alexandra en hommage à son arrière-grand-mère la reine mère du roi George V, morte six mois auparavant, et Mary en hommage à sa grand-mère paternelle, la reine Mary. Ses proches la surnomment « Lilibet ». George V adorait sa petite-fille et, lorsqu'il tomba gravement malade en 1929, la presse populaire et ses biographes ultérieurs attribuèrent son rétablissement aux fréquentes visites de la petite Élisabeth qui avait trois ans,,. Arrière-arrière-petite-fille de la reine Victoria, impératrice des Indes morte en 1901, elle a connu trois des enfants de sa fameuse trisaïeule et peut être considérée comme une enfant de l'époque victorienne.

### Enfance
La reine Élisabeth a une sœur, Margaret, de quatre ans sa cadette. Les deux princesses sont éduquées à domicile sous la supervision de leur mère et de leur gouvernante, Marion Crawford, surnommée « Crawfie »,,. L'enseignement se concentre sur l'histoire, l'élocution, la littérature et la musique,,. Au désarroi de la famille royale,,, Crawford publie en 1950 un livre sur l'enfance d'Élisabeth et de Margaret, intitulé The Little Princesses (Les Petites Princesses), dans lequel elle décrit l'amour d'Élisabeth pour les chevaux et les chiens, sa discipline et son sens des responsabilités. D'autres témoins corroborent ces observations ; Winston Churchill écrit au sujet d'Élisabeth alors qu'elle a deux ans : « Elle a un air d'autorité et de réflexion époustouflant pour un enfant »,,. Sa cousine Margaret Rhodes la décrit comme une « petite fille joviale mais extrêmement sensée et bien élevée ». En 1933, âgée de sept ans, la princesse est portraiturée par le peintre des cours royales et du monde aristocratique Philip de László.

## Héritière présomptive

### Crise d'abdication d'Édouard VIII

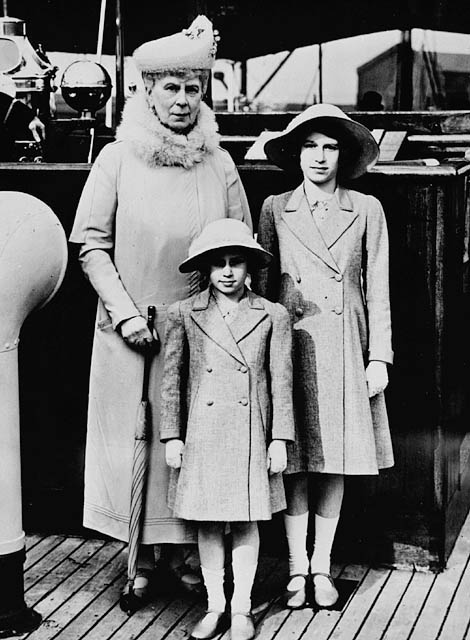
La princesse Élisabeth (à droite) avec sa grand-mère, la reine mère Mary, et sa sœur, la princesse Margaret (1939).

En tant que petite-fille d'un monarque dans la lignée masculine, les prédicat et titre complet de la petite fille sont Son Altesse Royale la princesse Élisabeth d'York. Elle est alors troisième dans l'ordre de succession au trône britannique après son oncle, Édouard de Galles (futur Édouard VIII) et son père, Albert, duc d'York (futur George VI). Même si sa naissance attire l'attention du public, il n'est pas prévu qu'elle devienne un jour reine, car le prince de Galles n'a que 31 ans et beaucoup pensent qu'il se mariera et aura des enfants,,. En 1936, lorsque son grand-père le roi George V meurt, son oncle accède au trône sous le nom d'Édouard VIII et elle devient seconde dans l'ordre de succession. En décembre 1936, Édouard VIII abdique car son intention d'épouser Wallis Simpson, deux fois divorcée, cause une crise constitutionnelle. Le père d'Élisabeth devient alors roi sous le nom de George VI et elle est désormais, à l'âge de 10 ans, l'héritière présomptive avec le titre de Son Altesse Royale la princesse Élisabeth. Si ses parents avaient eu un fils par la suite, elle aurait perdu sa position d'héritière présomptive et son frère serait devenu le prince héritier au trône britannique,. Élisabeth reçoit un enseignement privé en histoire constitutionnelle dispensé par Henry Marten, le vice-président du collège d'Eton,,,,,. Élisabeth et sa sœur apprennent le français auprès de gouvernantes dont c'est la langue maternelle : d'abord des rudiments, sous la conduite de Georgina Guérin, Française, puis des cours plus perfectionnés dispensés par Marie Antoinette de Bellaigue, d'origine belge, qui enseigne également la langue de Molière aux enfants du lord Alec Hardinge, secrétaire privé du roi George VI,,. Une compagnie de guidisme, la première compagnie du palais de Buckingham, est spécialement formée pour qu'elle puisse rencontrer des filles de son âge,.
Au printemps 1939, les parents d'Élisabeth partent pendant plus d'un mois pour effectuer une tournée officielle au Canada et aux États-Unis (en). Comme en 1927, lorsqu'ils s'étaient rendus en Australie et en Nouvelle-Zélande, Élisabeth reste au Royaume-Uni car son père considère qu'elle est trop jeune pour de tels voyages. Élisabeth « semblait au bord des larmes » au départ de ses parents. Ils échangent régulièrement des lettres et, le 18 mai, réalisent le premier appel téléphonique transatlantique de la famille royale.

### Seconde Guerre mondiale
Le 3 septembre 1939, le Royaume-Uni entre dans la Seconde Guerre mondiale. Lors de cette période de conflit, alors que les villes anglaises sont fréquemment bombardées par l'aviation allemande, les enfants sont évacués dans les zones rurales. L'homme politique Douglas Hogg suggère que les deux princesses soient évacuées au Canada, mais cette proposition est refusée par la mère d'Élisabeth, qui déclare : « Mes enfants n'iront nulle part sans moi. Je ne partirai pas sans le roi. Et le roi ne partira jamais ». Les princesses Élisabeth et Margaret restent au château de Balmoral, en Écosse, jusqu'à Noël 1939, puis sont emmenées à Sandringham House, dans le comté de Norfolk,. De février à mai 1940, elles résident au Royal Lodge dans le grand parc de Windsor, avant de s'installer au château de Windsor, où elles restent pendant la plus grande partie de la guerre,. À Windsor, Élisabeth organise une pantomime à Noël pour soutenir le Queen's Wool Fund, qui achète de la laine pour tricoter des habits militaires. En 1940, alors âgée de 14 ans, elle prononce sa première allocution radiophonique durant une émission pour les enfants de la BBC, dans laquelle elle s'adresse à ceux ayant été évacués :

« Nous essayons de faire tout ce que nous pouvons pour aider nos valeureux marins, soldats et aviateurs et nous essayons également de porter notre part du danger et de la tristesse de la guerre. Nous savons, chacun de nous, que tout se terminera bien. »

En 1943, à l'âge de 16 ans, Élisabeth fait sa première apparition publique seule lors d'une inspection des Grenadier Guards, dont elle a été nommée colonel en chef l'année précédente. Alors qu'elle approche de ses 18 ans, la loi est modifiée pour qu'elle puisse devenir l'un des cinq conseillers d'État en cas d'incapacité de son père ou lors d'un déplacement à l'étranger, comme durant sa visite en Italie en juillet 1944. En février 1945, elle rejoint l'Auxiliary Territorial Service avec le grade honoraire de sous-lieutenant (second subaltern). Elle reçoit un entraînement en conduite et mécanique, et est promue capitaine honoraire (junior commander) cinq mois plus tard,,,,.

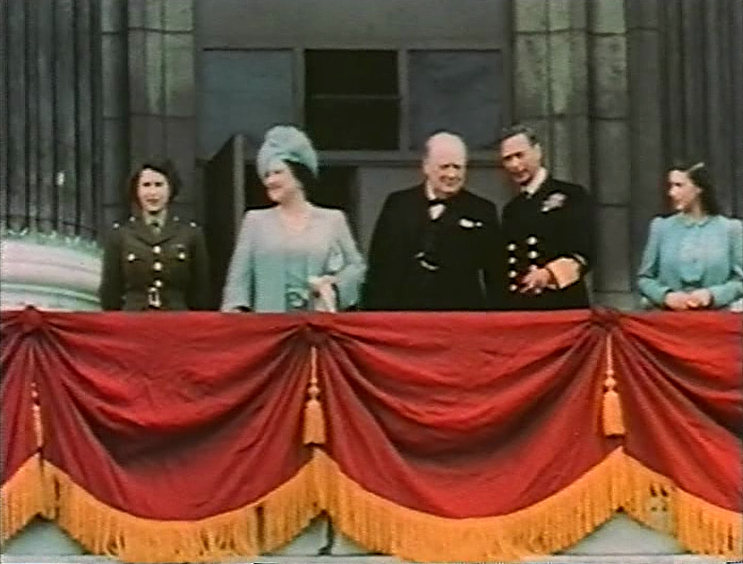
La princesse Élisabeth (à gauche) sur le balcon du palais de Buckingham avec, de gauche à droite, sa mère Élisabeth, le Premier ministre britannique Winston Churchill, le roi George VI et la princesse Margaret, le 8 mai 1945.

Le 8 mai 1945, jour de capitulation de l'Allemagne nazie, les princesses Élisabeth et Margaret se mêlent anonymement à la foule en liesse dans les rues de Londres. Élisabeth déclare ensuite dans l'un de ses rares entretiens : « nous avions demandé à nos parents si nous pouvions sortir et voir de nous-mêmes. Je me souviens que nous étions terrifiées à l'idée que l'on nous reconnaisse… Je me souviens des files d'inconnus se tenant la main et descendant Whitehall, tous ensemble dans une marée de bonheur et de soulagement »,.
Durant la guerre, le gouvernement cherche à plusieurs reprises à apaiser le nationalisme gallois en rapprochant Élisabeth du Pays de Galles. Il est ainsi suggéré que la princesse devienne connétable du château de Caernarfon, une fonction exercée alors par David Lloyd George. Le secrétaire d'État à l'Intérieur, Herbert Morrison, envisage de la nommer à la tête de l'Urdd Gobaith Cymru (en), l'organisation de jeunesse galloise. Les hommes politiques gallois proposent qu'Élisabeth devienne princesse de Galles à l'occasion de son 18e anniversaire. Ces projets sont cependant abandonnés pour diverses raisons, dont la peur qu'Élisabeth ne soit associée à des objecteurs de conscience au sein de l'Urdd. Le 6 août 1946, elle est investie en qualité de vate honoraire du Gorsedd des bardes de l'île de Bretagne à l'Eisteddfod Genedlaethol.

En 1947, la princesse Élisabeth effectue son premier voyage à l'étranger en accompagnant ses parents en Afrique australe. Lors de ce voyage, elle prononce, le jour de ses 21 ans, un discours radiodiffusé à destination du Commonwealth, dans lequel elle fait la promesse suivante : 

« Je déclare devant vous tous que je consacrerai toute ma vie, qu'elle soit longue ou brève, à votre service et au service de la grande famille impériale dont nous faisons tous partie. »

### Mariage avec Philip Mountbatten

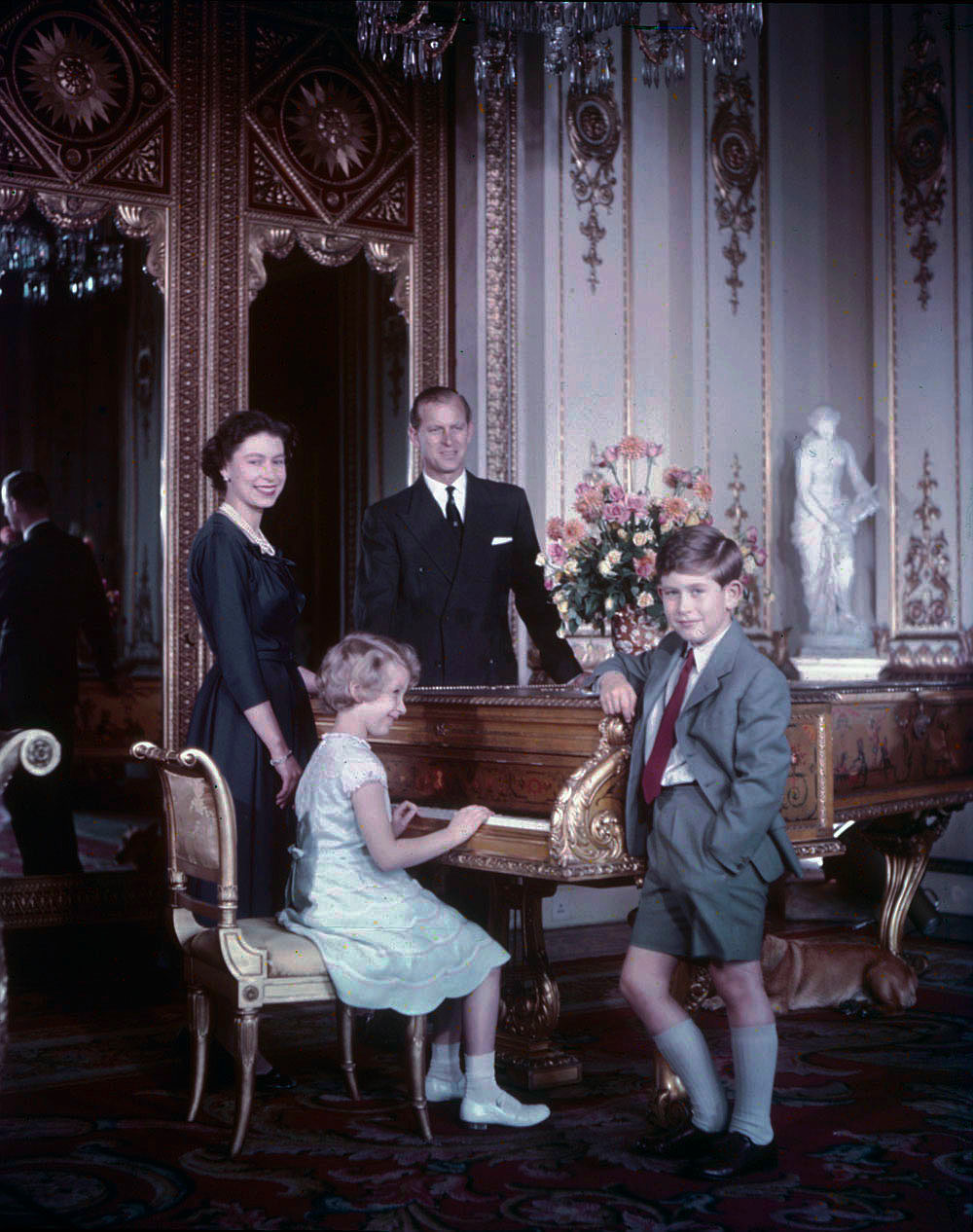
La reine Élisabeth, son époux, le duc d'Édimbourg, et leurs enfants, le prince Charles et la princesse Anne en octobre 1957.

Élisabeth rencontre son futur époux, le prince Philippe de Grèce et de Danemark (de cinq ans son aîné), en 1934, et le revoit en 1937,,. Ils sont cousins issus de germains par le roi de Danemark, Christian IX, et arrière-cousins issus de germains par la reine Victoria. Ils se rencontrent à nouveau au Royal Naval College de Dartmouth en juillet 1939. Alors qu'elle n'a que 13 ans, Élisabeth déclare qu'elle est tombée amoureuse de Philippe qui en a 18. Ils commencent à échanger des lettres,,. Leurs fiançailles sont officiellement annoncées le 9 juillet 1947.
Cette relation suscite quelques controverses : Philippe n'est qu'un membre d'une branche cadette de la Maison royale de Grèce qui a connu nombre de vicissitudes depuis le début du siècle. De plus, ce prince d'origine étrangère (même s'il est naturalisé à la suite de son service dans la Royal Navy durant la Seconde Guerre mondiale) n'est pas fortuné. Certaines de ses sœurs ont en outre épousé des princes allemands proches du parti nazi. Marion Crawford écrit : « certains des conseillers du roi considéraient qu'il n'était pas suffisamment bien pour elle. Il était un prince sans maison ou royaume. Certains documents appuyaient clairement et fortement sur les origines étrangères de Philip ». Des biographies ultérieures avancent que la mère d'Élisabeth se serait initialement opposée à l'union, qualifiant même Philip de Hun (équivalent anglais de « boche »). À la fin de sa vie, elle indique toutefois à son biographe Tim Heald que Philip est un « gentleman anglais ».
Avant le mariage, Philip renonce à ses titres grecs et danois, abandonne l'Église orthodoxe de Grèce pour l'anglicanisme et adopte le titre de Lieutenant Philip Mountbatten en prenant le nom britannique de sa mère,. Juste avant le mariage, il est fait duc d'Édimbourg et reçoit le prédicat d'Altesse Royale.
Élisabeth et Philip se marient le 20 novembre 1947 à l'abbaye de Westminster. Ils reçoivent environ 2 500 présents envoyés du monde entier. Le Royaume-Uni ne s'étant pas encore complètement remis de la guerre, Élisabeth impose que des coupons de rationnement soient utilisés pour acheter le tissu de sa robe, dessinée par Norman Hartnell (en),. Les proches allemands de Philip (dont ses trois sœurs survivantes,), ainsi que le duc de Windsor (l'ancien roi Édouard VIII), ne sont pas invités à la cérémonie.
Élisabeth, duchesse d'Édimbourg par son mariage, donne naissance à son premier enfant, Charles, le 14 novembre 1948. Un mois plus tôt, le roi délivre des lettres patentes autorisant les enfants de sa fille à porter les titres de prince ou de princesse, ce qui leur est théoriquement interdit car leur père n'est alors plus un prince royal,,. Un second enfant, la princesse Anne, naît le 15 août 1950.
À la suite de son mariage, le couple loue Windlesham Moor, près du château de Windsor, jusqu'au 4 juillet 1949, date à laquelle ils s'installent à Clarence House à Londres. À plusieurs reprises, entre 1949 et 1951, le duc d'Édimbourg est stationné dans le protectorat britannique de Malte en raison de son rôle d'officier dans la Royal Navy. Élisabeth et lui résident alors dans le village maltais de Gwardamanġa, où ils louent la résidence de l'oncle de Philip, Louis Mountbatten. Durant cette période, leurs enfants restent au Royaume-Uni,.

## Reine du Royaume-Uni et des autres royaumes du Commonwealth

### Accession au trône et couronnement

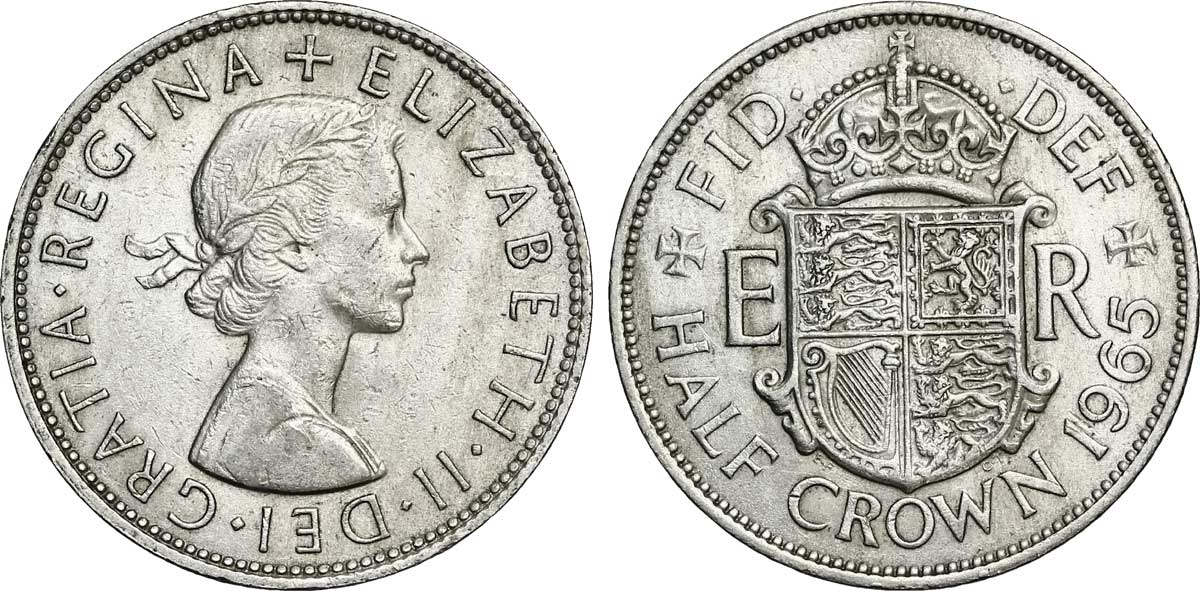
Une demi-couronne à l'effigie de la reine Élisabeth II.

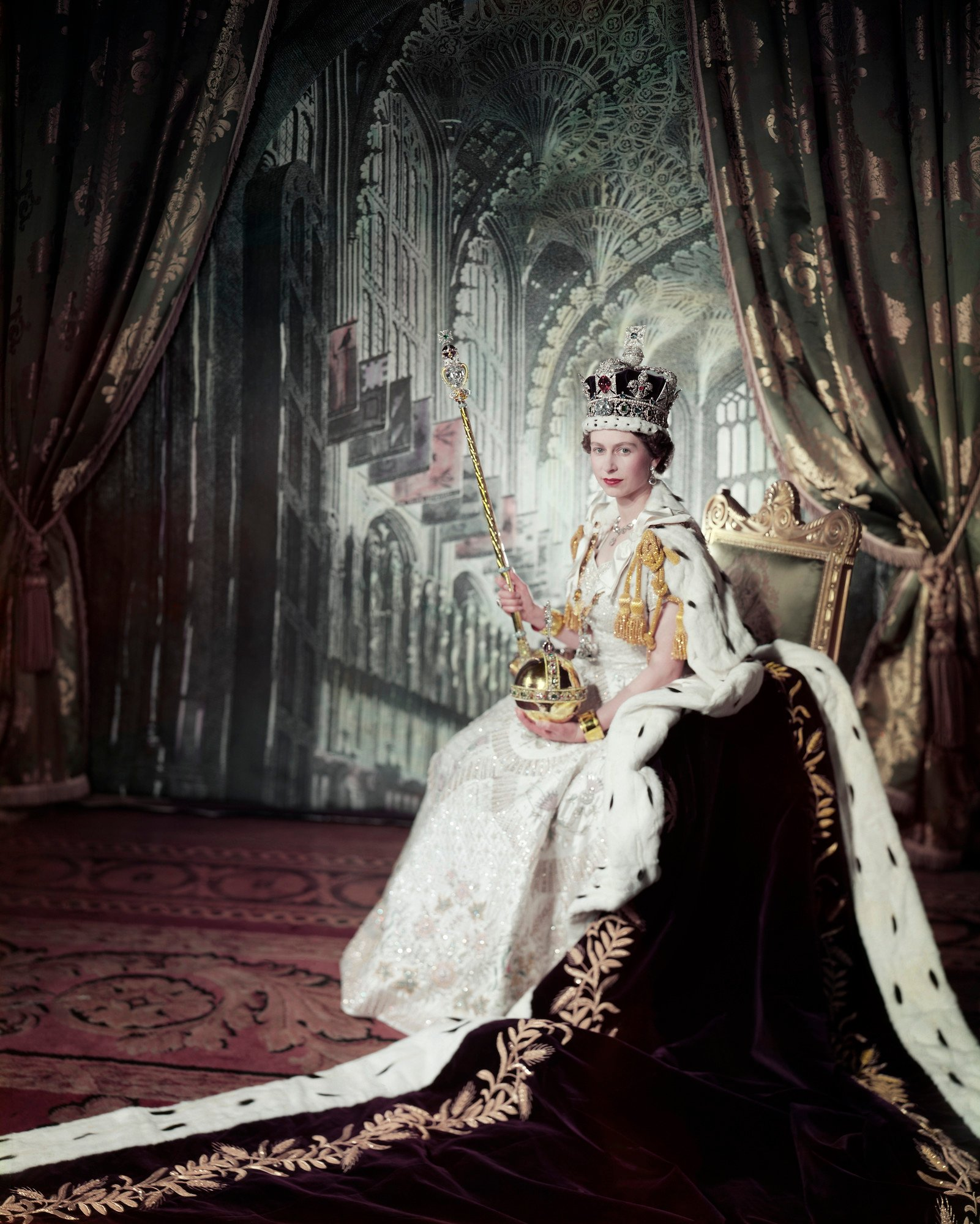
Portrait du couronnement de la reine Élisabeth II le 2 juin 1953, par Cecil Beaton.

En 1951, la santé de George VI déclinant, Élisabeth le remplace fréquemment dans les cérémonies publiques. Lors de sa visite en Amérique du Nord où elle se rend au Canada et rencontre le président Truman à Washington en octobre 1951, son secrétaire particulier, Martin Charteris, est muni du brouillon d'une déclaration d'accession au trône au cas où le roi viendrait à mourir lors de son voyage,,. Au début de l'année 1952, Élisabeth et Philip entreprennent une tournée en Australie et en Nouvelle-Zélande avec une escale au Kenya. Le 6 février 1952, alors qu'ils viennent juste de rentrer à leur résidence kényane de Sagana Lodge après une visite du parc national d'Aberdare, ils apprennent la mort du roi,,,. Martin Charteris demande à la princesse de choisir un nom de règne et elle décide de garder Élisabeth, « évidemment »,. Elle est alors proclamée reine dans tous ses royaumes sous le nom d'Élisabeth II (une Élisabeth ayant déjà régné au XVIe siècle) et les membres de la cour rentrent hâtivement au Royaume-Uni. En tant que nouveau monarque, elle s'installe au palais de Buckingham.
Après l'accession au trône d'Élisabeth, il semblait probable que la Maison royale allait porter le nom de son époux pour devenir la Maison de Mountbatten comme cela était la coutume pour une femme de prendre le nom de son époux. La grand-mère d'Élisabeth, la reine Mary, et le Premier ministre du Royaume-Uni, Winston Churchill, préféraient conserver le nom de Maison Windsor et le mot Windsor fut maintenu. Dès lors, le duc se plaint qu'il « était le seul homme du pays à ne pas avoir le droit de donner son nom à ses propres enfants »,,,. En 1960, après la mort de la reine Mary en 1953 et la démission de Churchill en 1955, le nom Mountbatten-Windsor est adopté pour Philip et ses descendants de lignée masculine qui ne portent pas de titres royaux.

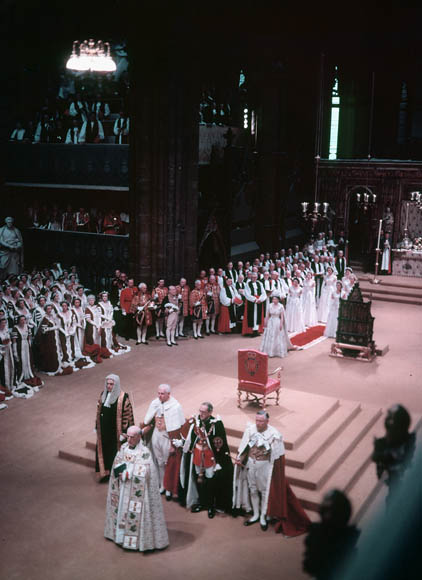
Cérémonie du couronnement d'Élisabeth II.

Au milieu des préparatifs pour le couronnement, la princesse Margaret informe sa sœur qu'elle souhaite épouser l'aviateur Peter Townsend de 16 ans son aîné et père de deux enfants issus d'un précédent mariage. La reine lui demande d'attendre un an ; selon Martin Charteris, « la reine était naturellement compatissante envers la princesse mais je pense qu'elle imaginait, qu'elle espérait, qu'avec le temps, cette liaison s'essoufflerait d'elle-même ». Les chefs politiques sont opposés à cette union et l'Église d'Angleterre n'autorisait pas le remariage si le divorcé n'était pas veuf. Si Margaret contractait un mariage civil, il était probable qu'elle devrait renoncer à son droit au trône,,. Elle décide finalement d'abandonner sa relation avec Townsend,,,,. En 1960, elle épouse Antony Armstrong-Jones, titré comte de Snowdon l'année suivante. Ils divorcent en 1978 et Margaret ne se remarie pas.
Malgré la mort de la reine Mary le 24 mars, les préparatifs du couronnement se poursuivent et il a lieu comme prévu le 2 juin 1953. À l'exception de l'eucharistie et de l'onction, l'ensemble de la cérémonie à l'abbaye de Westminster est retransmis à la télévision pour la première fois de l'histoire,. La robe de couronnement est dessinée par Norman Hartnell (en), elle est brodée avec les emblèmes floraux des pays du Commonwealth, : la rose Tudor anglaise, le chardon écossais, le poireau gallois, le trèfle irlandais, la feuille d'érable canadienne, le mimosa doré australien, la fougère argentée néo-zélandaise, la protée royale sud-africaine, la fleur de lotus pour l'Inde et Ceylan et le blé, le coton et le jute pakistanais.

### Période de l'après-guerre (1952-1972)

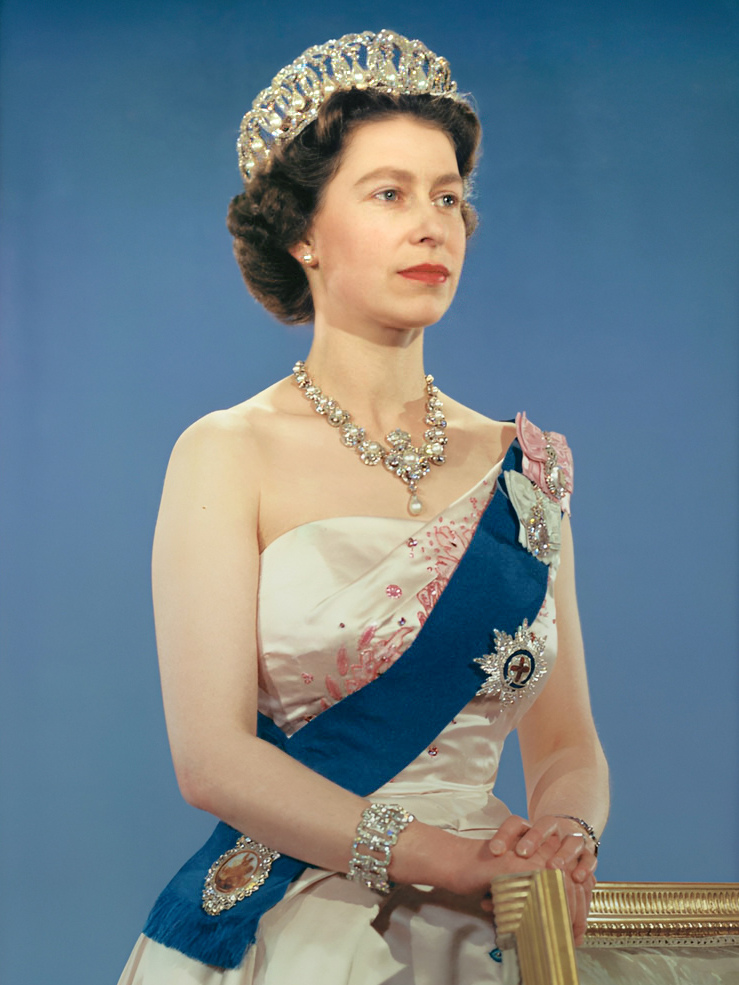
Portrait officiel d'Élisabeth II, 1959.

Les deux premières décennies du règne de la reine se situent juste après la Seconde Guerre mondiale pendant les années 1950 et les années 1960. La période est marquée par la Guerre froide politiquement et par les Trente Glorieuses économiquement.

#### Évolution du Commonwealth
Au cours de son règne, la reine Élisabeth II assiste à la transformation de l'Empire britannique en Commonwealth. Au moment de son accession au trône en 1952, son rôle de chef d'État de multiples États indépendants est déjà établi. Entre 1953 et 1954, la reine et son époux s'embarquent pour un tour du monde de six mois. Elle devient ainsi le premier monarque d'Australie et de Nouvelle-Zélande à visiter ces pays,,. Les visites de la reine attirent de larges foules et on estime que les trois quarts de la population australienne l'ont vue à cette occasion,,,. Au cours de son règne, la reine effectue plus de 170 visites dans les États du Commonwealth et près d'une centaine dans les États n'en faisant pas partie ; elle est ainsi le chef d'État qui a le plus voyagé dans l'histoire.

En 1956, le président du Conseil français Guy Mollet et le Premier ministre britannique Anthony Eden évoquent la possibilité pour la France de rejoindre le Commonwealth. La proposition n'est jamais acceptée et la France signe l'année suivante le traité de Rome établissant la Communauté économique européenne, précurseur de l'Union européenne. En novembre 1956, le Royaume-Uni et la France envahissent l'Égypte pour reprendre le contrôle du canal de Suez ; l'opération se termine lamentablement et Eden démissionne deux mois plus tard. Si Louis Mountbatten affirme que la reine était opposée à l'offensive, Eden contredit cette hypothèse,.

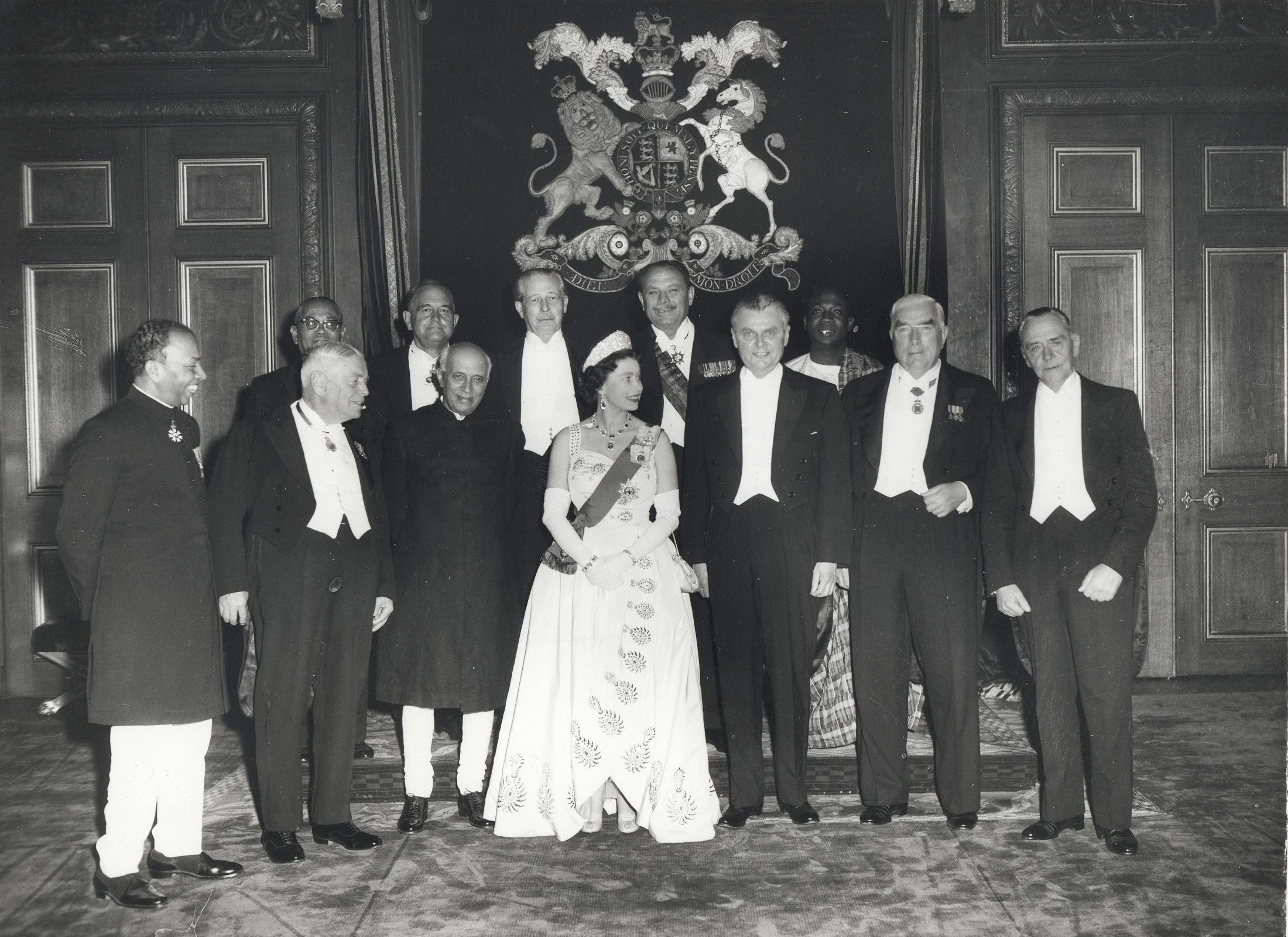
Élisabeth II et les dirigeants du Commonwealth lors d'une conférence au château de Windsor en 1960.

En octobre 1957, elle se rend aux États-Unis et, au nom du Commonwealth, s'adresse à l'Assemblée générale des Nations unies. Lors de la même visite diplomatique, elle inaugure la 23e législature du Canada, devenant ainsi le premier monarque canadien à ouvrir une session parlementaire. Deux ans plus tard, en juin 1959, uniquement en sa capacité de reine du Canada, elle retourne aux États-Unis et visite le Canada alors qu'elle venait d'apprendre, à son arrivée à Saint-Jean sur l'île de Terre-Neuve, qu'elle attendait son troisième enfant. En 1961, elle se rend à Chypre, en Inde, au Pakistan, au Népal et en Iran,. Lors d'une visite au Ghana la même année, elle rejette les craintes pour sa sécurité même si son hôte, le président Kwame Nkrumah, qui l'avait remplacée en tant que chef d'État du Ghana l'année précédente, était la cible d'assassins,. Avant son passage au Québec en octobre 1964, la presse rapporte que des extrémistes du mouvement séparatiste de la province préparent un projet visant à son assassinat,,. Il n'y eut pas de tentative d'assassinat, mais des manifestations éclatent alors qu'elle se trouve à Québec ; le « calme et le courage de la reine face à la violence » sont remarqués.

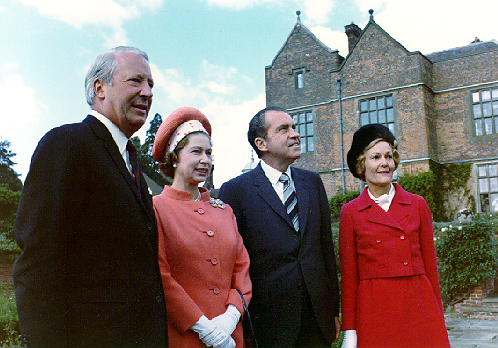
Élisabeth II avec le Premier ministre britannique Edward Heath (à gauche), le président américain Richard Nixon et la Première dame Pat Nixon en 1970.

En plus de participer aux cérémonies traditionnelles, Élisabeth II introduit de nouvelles pratiques comme le premier bain de foule royal qui a lieu lors d'une tournée en Australie et en Nouvelle-Zélande en mars 1970.
Les années 1960 et 1970 sont marquées par une accélération de la décolonisation en Afrique et dans les Caraïbes. Plus de vingt pays obtiennent leur indépendance par le biais de transitions négociées vers une plus grande autonomie. Le 11 novembre 1965, Ian Smith, le Premier ministre de Rhodésie, déclare cependant unilatéralement l'indépendance du pays vis-à-vis du Royaume-Uni pour maintenir la domination blanche tout en exprimant sa « loyauté et sa dévotion » à Élisabeth II, lui conférant le titre symbolique de reine de Rhodésie. Même si la reine le rejette dans une déclaration formelle et que la Rhodésie est touchée par des sanctions internationales, le régime de Smith survit jusqu'en 1979,.

#### Influence sur le Parti conservateur britannique
En l'absence d'un mécanisme formel au sein du Parti conservateur pour choisir un nouveau chef après la démission d'Eden, en janvier 1957, il incombe à la reine de décider qui doit former un nouveau gouvernement. Eden recommande qu'elle consulte Lord Salisbury, le Lord président du Conseil. Ce dernier et Lord Kilmuir, le lord chancelier sollicitent l'avis du Cabinet et de Winston Churchill et la reine nomme le candidat proposé, Harold Macmillan,,.
La crise de Suez et le choix du successeur d'Eden donnent lieu à la première critique personnelle importante de la reine en 1957. Dans un journal qu'il possède et édite,, Lord Altrincham l'accuse d'être « dépassée » et « incapable d'aligner plus de quelques phrases sans aide ». Les propos d'Altrincham sont condamnés et il est physiquement agressé,,. Six ans plus tard, en octobre 1963, Macmillan démissionne et conseille à la reine de choisir Alec Douglas-Home pour lui succéder, choix auquel la souveraine se rallie. Elle est à nouveau critiquée pour avoir nommé un Premier ministre sur les conseils d'un petit nombre de ministres ou d'un seul d'entre eux. En 1965, les conservateurs adoptent un nouveau mode de désignation de leur chef qui n'impose plus à la reine de choisir.

#### Famille royale
Pendant cette période, elle agrandit la famille royale en donnant naissance à deux enfants en 1960 (Andrew) et en 1964 (Edward). En raison de ces deux dernières grossesses, elle ne participe pas à la cérémonie d'ouverture du Parlement britannique, absence qui ne se reproduit qu'en 2022, à cause de problèmes de mobilité occasionnés par son grand âge.
Elle donne à son fils aîné Charles le titre de prince de Galles et comte de Chester le 26 juillet 1958. Son intronisation n’est cependant effective que le 1er juillet 1969, lorsqu’elle lui remet la couronne des princes de Galles au château de Caernarfon, lors d’une cérémonie retransmise à la télévision britannique. Le prince prononce une partie de son discours en langue galloise.

### Le temps des guerres et des crises (1973-1992)
Les deux décennies des années 1970 et 1980 voient le royaume entrer dans la CEE. Cette période est toujours politiquement marquée par la guerre froide mais, contrairement aux deux décennies précédentes, le royaume entre en récession économique après les deux chocs pétroliers de 1973 et de 1979, suivis du libéralisme économique de Margaret Thatcher et de l’Acte unique européen.

#### Entrée dans la CEE (1973)
Le 22 janvier 1972, le Premier ministre britannique Edward Heath signe à Bruxelles le traité d'adhésion à la Communauté économique européenne (CEE), confirmé par la European Communities Act 1972 voté par la Chambre des communes en troisième lecture le 13 juillet 1972.
La reine entérine l’adhésion par une sanction royale le 17 octobre 1972, permettant au Royaume-Uni d’entrer officiellement dans la communauté le 1er janvier 1973. Le peuple britannique confirme à son tour l’adhésion par référendum le 5 juin 1975.

#### Crise gouvernementale (1974)
En février 1974, le Premier ministre britannique Edward Heath conseille à la reine d'appeler des élections générales alors qu'elle se trouve en visite dans les îles du Pacifique, ce qui lui impose de rentrer au Royaume-Uni,. Les élections engendrent un parlement minoritaire et Heath démissionne quand les négociations en vue de former un gouvernement de coalition avec le Parti libéral échouent. La reine prend alors l'initiative de demander au chef de l'opposition officielle, le travailliste Harold Wilson, de former un gouvernement,,,.

#### Crise constitutionnelle en Australie (1975)
Au paroxysme de la crise constitutionnelle australienne de 1975, le Premier ministre australien, Gough Whitlam, est limogé par le gouverneur général John Kerr après que le Sénat, contrôlé par l'opposition, a refusé les propositions budgétaires de Whitlam. Comme Gough Whitlam dispose d'une majorité à la Chambre des représentants, son président Gordon Scholes (en) fait appel à la reine pour annuler la décision de Kerr. Élisabeth II refuse en affirmant qu'elle ne peut pas intervenir dans des décisions que la constitution de l'Australie réserve au gouverneur général. La crise alimente les sentiments républicains en Australie.

#### Jubilé d'argent (1977)
En 1977, Élisabeth II célèbre son jubilé d'argent marquant ses 25 années de règne. Des célébrations et des cérémonies ont lieu dans tout le Commonwealth et sont généralement organisées au moment de la visite de la souveraine. Ces festivités réaffirment la popularité de la reine malgré la couverture médiatique négative à l'occasion du divorce de la princesse Margaret.

#### Attentats et intrusion (1981-1982)

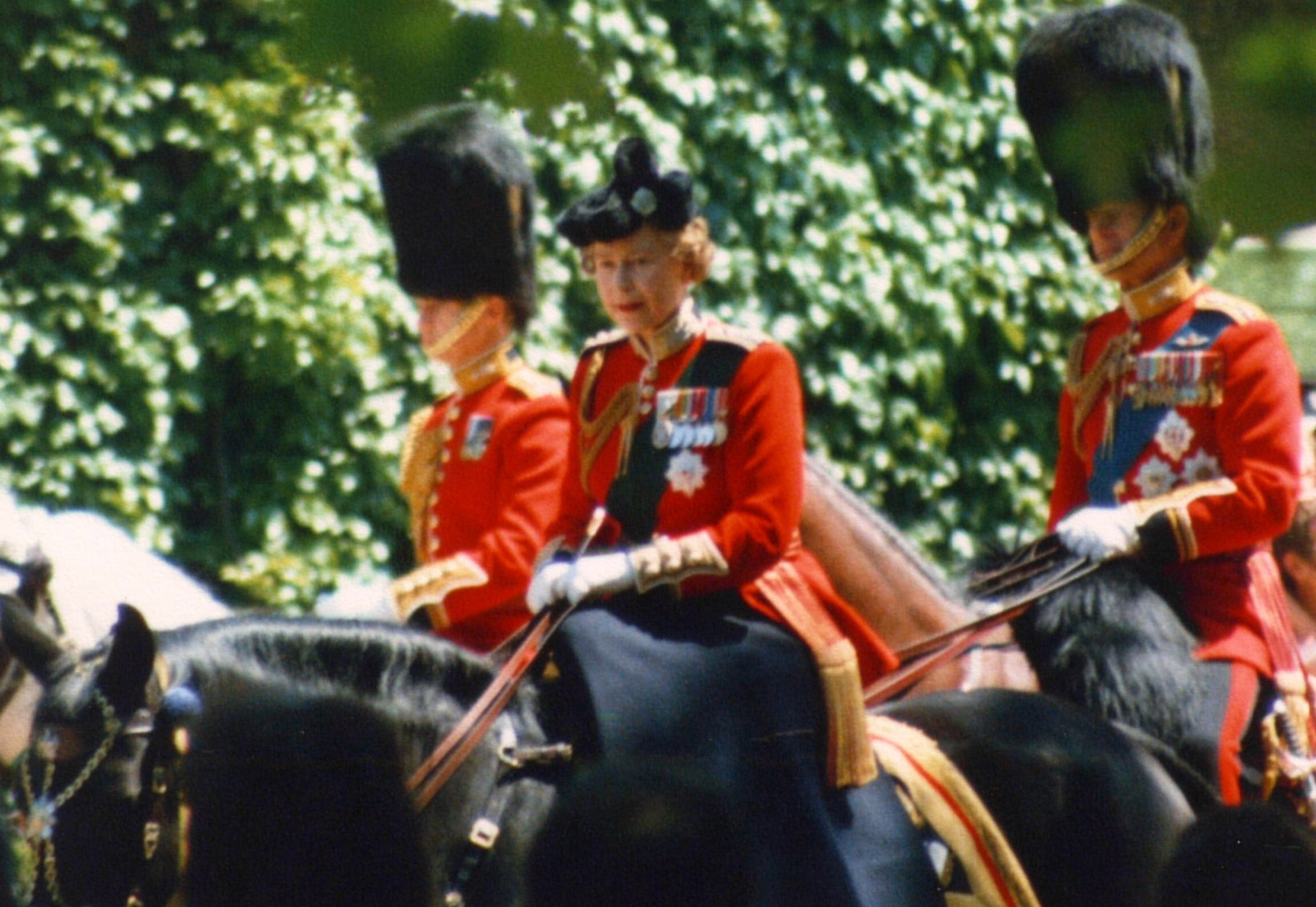
Élisabeth II chevauchant sa jument Burmese lors du Salut aux couleurs en juillet 1986.

Le 13 juin 1981, durant la cérémonie du salut aux couleurs et six semaines avant le mariage du prince Charles et de Diana Spencer, six coups de feu visent la reine alors qu'elle descend The Mall sur son cheval, Burmese. La police découvre par la suite qu'il s'agit de cartouches à blanc. Le tireur, Marcus Sarjeant, est condamné à cinq ans de prison avant d'être libéré au terme de trois années. Le sang-froid et le contrôle de sa monture par la reine furent largement remarqués,,.
Quatre mois plus tard, le 14 octobre 1981, tandis que la souveraine visite la ville de Dunedin en Nouvelle-Zélande, elle est la cible d'une nouvelle tentative d'attentat. Christopher John Lewis, âgé de 17 ans, tire un coup de feu avec un .22 Long Rifle depuis le cinquième étage d'un immeuble surplombant la parade royale au moment où la reine marche le long de la foule massée à sa sortie du Musée Otago (en). Les tests balistiques de la police ont par la suite révélé que la trajectoire de la balle était plus susceptible d'avoir passé au-dessus de la foule que d'avoir été tirée sur une route comme l'envisageait une première hypothèse. Lewis est arrêté, mais n'est cependant jamais accusé de tentative de meurtre ou de trahison. Il est condamné à trois ans de prison pour possession illégale et décharge d'une arme à feu. Ces informations ne sont portées à la connaissance du public qu'en 2018, après la déclassification de documents par le Security Intelligence Service.
Le 9 juillet 1982, la reine est réveillée dans sa chambre du palais de Buckingham par un intrus dénommé Michael Fagan (en). Les journaux de l'époque rapportent qu'ils discutent pendant près de dix minutes avant que la sécurité n'intervienne,, mais Michael Fagan contredit ces affirmations. Un rapport de police subséquent à cette intrusion critique la compétence des officiers de service, ainsi qu'un système de commandement confus et divisé.

#### Dissolution des liens constitutionnels avec le Canada (1982)
Selon l'homme politique canadien Paul Martin, à la fin des années 1970, la reine s'inquiète du fait que la Couronne « signifie peu » pour le Premier ministre canadien Pierre Elliott Trudeau. L'homme politique britannique Tony Benn déclare que la reine juge Trudeau « assez décevant ». Le républicanisme supposé de Trudeau semble confirmé par ses bouffonneries comme les glissades sur les rampes d'escalier du palais de Buckingham, ses pirouettes dans le dos de la reine en 1977 et le retrait de plusieurs symboles royaux canadiens durant son mandat.
En 1980, des hommes politiques canadiens se rendent à Londres pour évoquer le rapatriement de la Constitution du Canada et estiment la reine « mieux informée… que tout autre politicien ou bureaucrate britannique ». Elle s'intéresse particulièrement au sujet après le rejet de la loi canadienne C-60 qui aurait affecté son statut de chef d'État. Le rapatriement de 1982 supprime le besoin de consulter le Parlement britannique pour modifier la constitution canadienne, mais la monarchie est maintenue. Trudeau déclare dans ses mémoires que la reine est favorable à ses tentatives de réforme constitutionnelle et qu'il a été impressionné par « la grâce qu'elle avait en public » et « la sagesse qu'elle montrait en privé ».
En 1987 au Canada, la reine exprime publiquement son soutien à l'accord du lac Meech, un projet de réforme constitutionnelle qui a pour objectif de faire adhérer le Québec à la Loi constitutionnelle de 1982. Le soutien de la reine divise la classe politique canadienne et elle est critiquée par les opposants à ces amendements constitutionnels, dont Pierre Trudeau. Finalement, le projet d'accord du lac Meech est définitivement rejeté le 23 juin 1990.

#### Guerre des Malouines (1982)
La guerre des Malouines est un conflit opposant l'Argentine au Royaume-Uni dans les îles Malouines et dans la Géorgie du Sud-et-les îles Sandwich du Sud. Elle commence le 2 avril 1982 par le débarquement de l'armée argentine et se termine le 14 juin 1982 par un cessez-le-feu. Elle se conclut par la capitulation de l'Argentine et la victoire britannique qui permettent au Royaume-Uni d'affirmer sa souveraineté sur ces territoires. Au point de vue de la politique intérieure, l’élan patriotique suscité par la guerre des Malouines augmente la sympathie des Britanniques envers leur Première ministre, Margaret Thatcher. En dépit de l'impopularité que ses réformes budgétaires sévères avaient suscitée, Thatcher obtient aux élections nationales de 1983 une victoire écrasante.
Pour sa part, la reine est fière, mais s’inquiète aussi, pendant toute la durée du conflit, du sort de son deuxième fils Andrew qui participe à la guerre en tant que pilote d'hélicoptère,,.

#### Invasion de la Grenade (1983)
Élisabeth II accueille le président américain Ronald Reagan au château de Windsor en juin 1982 et se rend dans son ranch californien en février 1983. C'est pourquoi elle est fortement irritée quand l'administration américaine lance l'invasion de la Grenade en octobre 1983 afin de renverser — avec succès — le gouvernement grenadin d'orientation communiste dirigeant l'un de ses royaumes caribéens, sans qu'elle en ait été informée au préalable,.

#### République des Fidji (1987)
Le 14 mai 1987, le gouvernement fidjien, démocratiquement élu, est renversé par un coup d'État militaire. En tant que monarque des Fidji, Élisabeth II soutient les efforts du gouverneur général Penaia Ganilau pour exercer le pouvoir exécutif et trouver une sortie à la crise. Néanmoins, l'organisateur du coup d'État, Sitiveni Rabuka, dépose Ganilau et abolit la monarchie instaurée 113 ans auparavant.
En 2012, le dirigeant fidjien Voreqe Bainimarama abroge le Grand Conseil des Chefs, l'un des organes de gouvernement créé par les Britanniques en 1876, mais il affirme espérer qu'Élisabeth II redeviendrait reine des Fidji après les élections législatives de 2014, lorsque le pays serait redevenu une démocratie et qu'il serait accepté à nouveau au sein du Commonwealth des Nations. Vainqueur de ces élections, Bainimarama n'initie toutefois aucun retour à la monarchie.

#### Guerre du Golfe (1990-1991)
La guerre du Golfe est un conflit qui oppose, du 2 août 1990 au 28 février 1991, l'Irak à une coalition de 35 États, dirigée par les États-Unis à la suite de l'invasion et l'annexion du Koweït par l'Irak. Après la victoire de la coalition, le 17 mai, la reine devient le premier souverain britannique à s'adresser à une session conjointe du Congrès des États-Unis. Elle y déclare : « Certains croient que le pouvoir s'accroît à partir du canon d'une arme à feu. Cela peut advenir, mais l'histoire nous montre que cet accroissement n'est jamais bon ni durable. La force en fin de compte est stérile. Nous avons fait mieux : nos sociétés reposent sur un accord mutuel, sur un contrat et un consensus ».

#### Abolition de l'apartheid (1991)
L'ancien Premier ministre canadien Brian Mulroney déclare qu'Élisabeth II a joué un « grand rôle en coulisses » pour mettre un terme à l'apartheid en Afrique du Sud en 1991,. En mars 1995, invitée par Nelson Mandela, premier président noir d'Afrique du Sud, la souveraine se rend en Afrique du Sud pour une visite d'État de six jours au cours de laquelle elle célèbre la fin de l'apartheid et la réintégration du pays dans le Commonwealth. À Port Elizabeth, elle prononce un discours exhortant la jeunesse sud-africaine à reconstruire sa nation.

#### Les médias et la famille royale
L'intérêt des médias pour les opinions et la vie privée de la famille royale dans les années 1980 entraînent une série de révélations sensationnelles dont la véracité n'est pas toujours établie. Comme Kelvin MacKenzie, le rédacteur en chef de The Sun déclare à son personnel : « Donnez-moi des frasques de la famille royale. Ne vous inquiétez pas si ce n'est pas vrai dans la mesure où il n'y a pas trop de problèmes par la suite ». Le rédacteur de The Observer, Donald Trelford, écrit dans le numéro du 21 septembre 1986 : « le feuilleton royal a atteint un tel degré d'intérêt public que la frontière entre fiction et réalité a été perdue de vue… Ce n'est pas simplement que certains journaux ne vérifient pas leurs informations ou refusent d'accepter les démentis : ils ne se soucient pas de savoir si ces histoires sont vraies ou non ».

#### Relations avec Margaret Thatcher
Il a été rapporté, principalement par le Sunday Times, que la reine s'inquiétait du fait que la politique économique de la Première ministre britannique Margaret Thatcher accentuait les divisions de la société et qu'elle était alarmée par le fort taux de chômage, une série d'émeutes en 1981, la violence de la grève des mineurs et le refus du gouvernement de sanctionner le régime d'apartheid en Afrique du Sud. Les rumeurs provenaient de l'assistant de la reine, Michael Shea, et du secrétaire général du Commonwealth, Shridath Ramphal, mais Shea argua que ses paroles avaient été sorties de leur contexte puis amplifiées par les journalistes,,. Thatcher aurait ainsi dit que la reine allait voter pour ses opposants du Parti social-démocrate. Le biographe de Thatcher, John Campbell, affirma qu'il s'agissait « d'un exemple de sottises journalistiques ».
Contredisant les rapports parlant de leurs mauvaises relations, Thatcher exprime par la suite son admiration personnelle pour la reine et après son remplacement par John Major, la reine lui confère les ordres du Mérite et de la Jarretière,.

#### République de Maurice (1992)
En 1992, le Parlement mauricien abolit la monarchie avec une grande majorité des voix. Maurice devient une république le 12 mars 1992 dotée d’un régime présidentiel, mais reste membre du Commonwealth. Maurice reste le dernier pays perdu par la reine Élisabeth II jusqu'en 2021, année où la Barbade devient à son tour une république.

#### L’annus horribilis(1992)

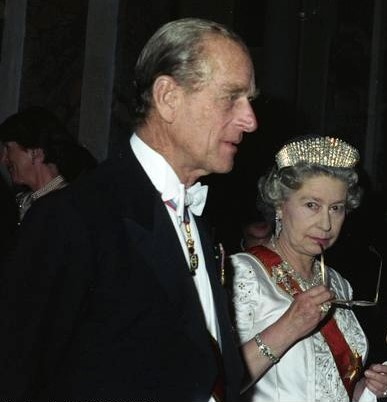
Le prince Philip et Élisabeth II en octobre 1992.

Au début de l'année 1991, les estimations par la presse de la richesse personnelle de la reine qui sont supérieures aux données fournies par le palais et les révélations d'adultères et de mariages tendus dans la famille royale affaiblissent le soutien à la monarchie au Royaume-Uni. La participation des enfants de la reine à un jeu télévisé caritatif appelé It's a Royal Knockout est tournée en ridicule dans la presse,, et la reine devient la cible de moqueries,.
C’est dans ce contexte que débute l’année 1992, que la reine qualifie d’annus horribilis (« année horrible ») dans un discours du 24 novembre 1992, marquant ses 40 années de règne. En effet, en mars, son second fils, le prince Andrew d'York et son épouse Sarah Ferguson se séparent ; en avril, sa fille, la princesse Anne divorce de son époux Mark Phillips,, ; durant une visite officielle en Allemagne en octobre, des manifestants à Dresde lui jettent des œufs et en novembre, le château de Windsor est touché par un grave incendie. La monarchie est critiquée, accroissant le désamour du public,,,. Dans un discours inhabituellement personnel, la reine déclare que toute institution doit s'attendre à des critiques, mais suggère qu'elles devraient être réalisées avec « une touche d'humour, de délicatesse et de compréhension ». Deux jours plus tard, le Premier ministre John Major annonce une réforme des finances de la monarchie qui se traduit par une réduction de la liste civile et oblige le souverain à payer un impôt sur le revenu pour la première fois de son histoire,,. En décembre, le prince Charles et son épouse Diana Spencer annoncent officiellement leur séparation,,,. L'année se termine par un procès pour violation du droit d'auteur intenté par la reine contre le journal The Sun qui avait publié le texte de son allocution de Noël deux jours avant sa diffusion. Le journal est condamné à payer les frais de justice et une indemnité de 200 000 £ qui est donnée à des organisations caritatives.

### Règne dans l'Union européenne (1993-2020)
Le royaume accepte l'évolution libérale de la CEE en Union européenne pendant les trois décennies des années 1990, 2000 et 2010.

#### Traité de Maastricht (1993)
Le Traité sur l'Union européenne (ou Traité de Maastricht) est signé le 7 février 1992 par le premier ministre britannique John Major. Il constitue le traité fondateur de l’Union européenne.
Le traité est ratifié par la Chambre des communes le 20 mai 1993, puis par une sanction royale de la reine. Il entre en vigueur le 1er novembre 1993 sans qu’aucun référendum ne soit organisé pour que le peuple britannique le ratifie.

#### Mort de Diana (1997)
Les révélations sur le mariage de Charles et Diana continuent après leur séparation en 1992,,,. Même si les idées républicaines semblent plus populaires que jamais au Royaume-Uni, le républicanisme reste minoritaire et la reine conserve des niveaux d'approbation élevés. Les critiques se concentrent davantage sur l'institution monarchique et la famille élargie de la reine que sur ses actions et son propre comportement. Après en avoir discuté avec le premier ministre John Major, l'archevêque de Cantorbéry George Carey, son secrétaire particulier Robert Fellowes et son époux, elle écrit à Charles et Diana à la fin du mois de décembre 1995 pour leur dire qu'un divorce était préférable,.
Un an après le divorce qui a lieu en 1996, Diana meurt dans un accident de la route à Paris le 31 août 1997. La reine était en vacances avec Charles et ses petits-enfants, William et Harry, au château de Balmoral. Les deux enfants de Diana voulant se rendre à l'église, le couple royal les y accompagne dans la matinée,,. Après cette unique apparition publique, la reine et le duc d'Édimbourg protègent leurs petits-enfants du tourbillon médiatique en les gardant au château pendant cinq jours,,,, mais l'opinion publique est consternée par le fait que la famille royale n'ait pas mis en berne les drapeaux du palais de Buckingham,,,,,,. Pressée par les réactions hostiles, la reine rentre à Londres et accepte de prononcer une allocution télévisée le 5 septembre, la veille des funérailles de Diana,,. Elle y exprime son admiration pour Diana et ses sentiments « de grand-mère » pour les princes William et Harry ; cet acte est favorablement apprécié par l'opinion publique et l'hostilité s'affaiblit.

#### Jubilé d'or (2002)

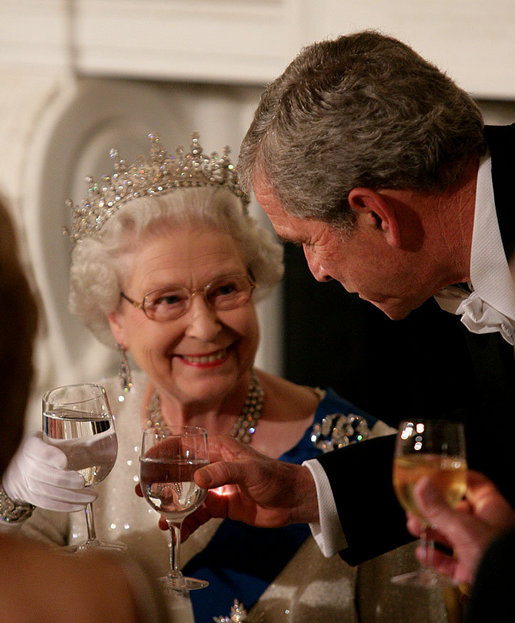
Élisabeth II et George W. Bush durant un dîner officiel à la Maison-Blanche le 7 mai 2007.

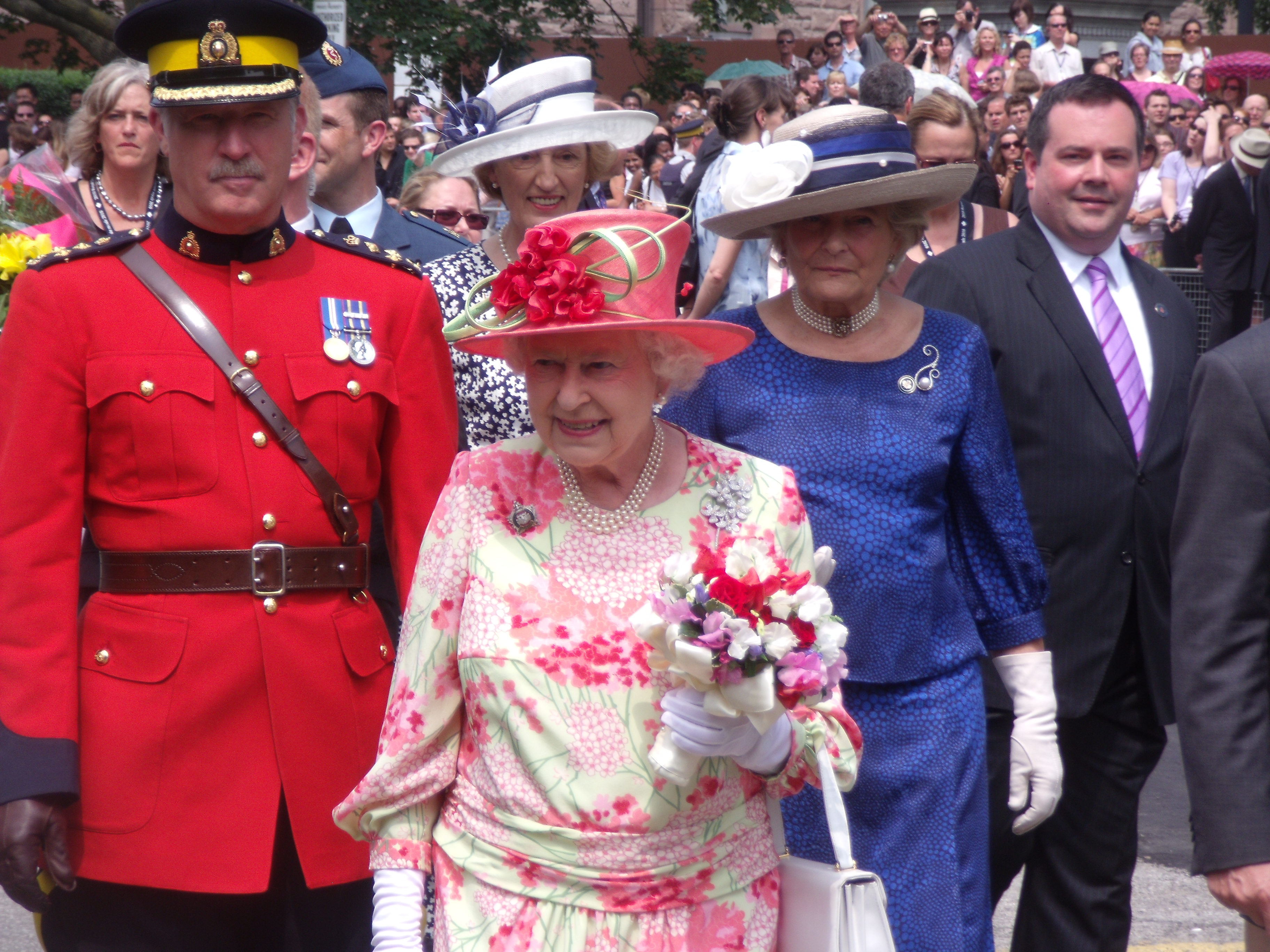
Élisabeth II (au centre, en rose et blanc) durant un bain de foule dans le Queen's Park de Toronto le 6 juillet 2010.

En 2002, Élisabeth II célèbre ses 50 ans de règne lors de son jubilé d'or. Sa sœur et sa mère étant mortes respectivement en février et en mars, les médias se demandent si le jubilé serait un succès ou un échec,,. Elle entreprend à nouveau une longue tournée dans ses royaumes en commençant en Jamaïque en février, dont elle qualifie le banquet d'adieux de « mémorable » après qu'une coupure de courant eut plongé la résidence du gouverneur général dans le noir. Comme en 1977, des manifestations de joie ont lieu à chacun de ses déplacements et des monuments sont nommés en son honneur. Un million de personnes assistent chaque jour aux trois journées de célébrations du jubilé à Londres et l'enthousiasme démontré par la foule est bien plus important que ce que les journalistes avaient prévu.

#### Problèmes de santé
Même si la reine a connu peu de problèmes de santé durant sa vie, elle est opérée des deux genoux en 2003. Elle inaugure le 9 octobre 2004 le bâtiment du Parlement écossais à Édimbourg — bien que les députés de la nation constitutive y aient tenu une première séance le 7 septembre —, conséquence du Scotland Act 1998.
En octobre 2006, elle ne participe pas à l'inauguration du nouvel Emirates Stadium de Londres en raison d'une déchirure musculaire au dos qui l'handicapait depuis l'été.

#### Relations avec Tony Blair
En mai 2007, The Daily Telegraph avance, selon des sources anonymes, que la reine est « exaspérée et déçue » par la politique du Premier ministre Tony Blair, qu'elle s'inquiète d'un épuisement des troupes en Irak et en Afghanistan et qu'elle a, à plusieurs reprises, émis des inquiétudes sur sa politique rurale. Selon les mêmes sources, elle admire néanmoins les efforts de Blair pour mettre un terme aux violences en Irlande du Nord.
Dans les 2022 New Year Honours (en), la reine nomme Tony Blair à l'ordre de la Jarretière, un ancien ordre chevaleresque de vingt-quatre chevaliers et le plus élevé des ordres de chevalerie britanniques. La nomination est le choix du monarque. Plus d'un million de personnes ont signé une pétition s'opposant au titre de chevalier de Tony Blair, en raison de son rôle dans la guerre d'Irak. Parmi les anciens Premiers ministres britanniques vivants, seul John Major (le prédécesseur de Tony Blair) avait été fait chevalier de la Jarretière. La plupart des anciens Premiers ministres sont à la longue honorés d'un titre de chevalier de ce type.

#### Réconciliation avec l’Irlande
Les relations de l'Irlande avec la Couronne sont très tendues depuis son indépendance le 6 décembre 1922 et depuis la proclamation de la république le 18 avril 1949. Pendant son règne, la reine est également très touchée par l'assassinat de son oncle par alliance Louis Mountbatten, perpétré par l'armée républicaine irlandaise provisoire le 27 août 1979.
Le 20 mars 2008, dix ans après l'accord du Vendredi saint, la reine assiste à la première messe du Jeudi Saint organisée en dehors de l'Angleterre et du pays de Galles, dans la cathédrale Saint-Patrick d'Armagh de l'Église d'Irlande (en Irlande du Nord).
À l'invitation de la présidente d'Irlande, Mary McAleese, la reine effectue en mai 2011, la première visite officielle d'un monarque britannique en Irlande depuis sa séparation du royaume le 6 décembre 1922.

#### Derniers voyages officiels (2010-2015)

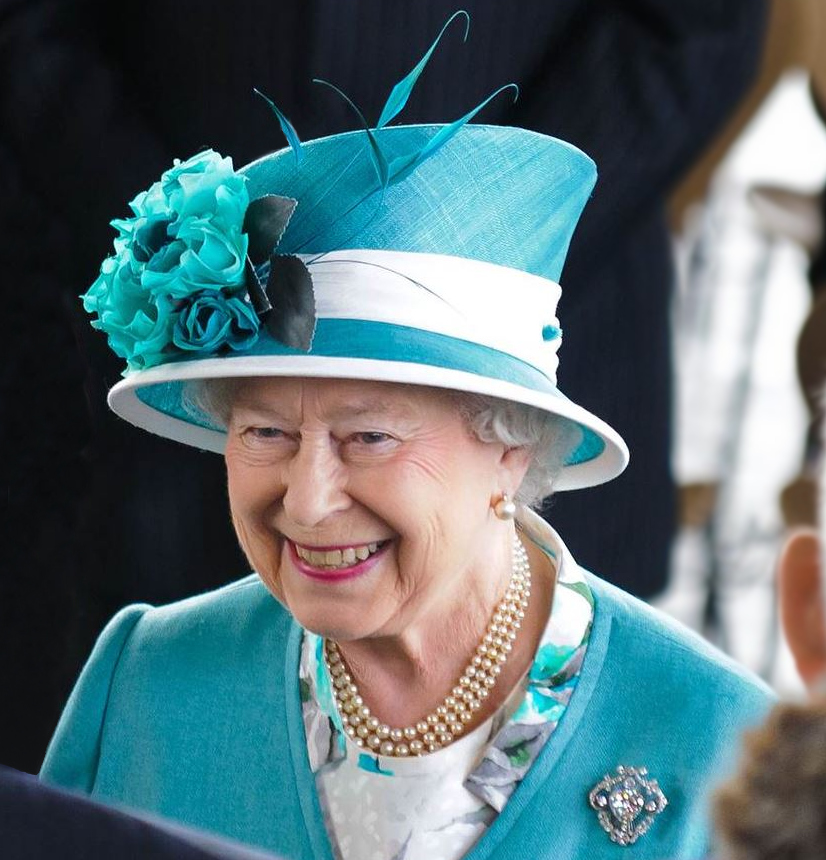
Élisabeth II lors de l'ouverture du Parlement gallois en 2011.

Élisabeth II s'adresse une seconde fois en tant que chef du Commonwealth devant l'Assemblée générale des Nations unies le 6 juillet 2010. Durant son passage à New York, qui suit une visite au Canada, elle inaugure un jardin mémorial pour les victimes britanniques des attentats du 11 septembre 2001. La visite de la reine en Australie du 19 au 29 octobre 2011, sa onzième depuis 1954, est qualifiée de « tournée d'adieux » par la presse en raison de son âge.
La reine effectue toutefois de nouvelles visites à l'étranger au printemps 2014. Elle se rend en Italie, au Vatican, le 3 avril, puis en France, du 5 au 7 juin 2014, afin de célébrer le 70e anniversaire du débarquement de Normandie et de visiter Paris. L'année suivante, la souveraine se rend en Allemagne du 23 au 26 juin 2015, à l'invitation du président Joachim Gauck, et enfin, elle effectue un ultime voyage à Malte, du 26 au 29 novembre, dans le cadre de la réunion des chefs de gouvernement du Commonwealth.

#### Jubilé de diamant (2012)
Le jubilé de diamant de 2012 marque les 60 années de règne d'Élisabeth II et il est à nouveau célébré dans tout le Commonwealth. Dans un communiqué publié le 6 février, elle indique : « En cette année spéciale, alors que je me consacre à nouveau à votre service, j'espère que nous allons tous nous souvenir de la puissance de l'unité et de la force rassembleuse de la famille, de l'amitié et du bon voisinage… J'espère aussi que cette année de jubilé sera l'occasion d'exprimer notre gratitude pour les avancées majeures réalisées depuis 1952 et d'envisager l'avenir avec sérénité ». Elle et son mari effectuent une tournée au Royaume-Uni, tandis que ses enfants et petits-enfants la représentent dans les royaumes du Commonwealth,,.
La reine ouvre les Jeux olympiques d'été le 27 juillet et les Jeux paralympiques d'été le 29 août 2012 à Londres. Elle joue son propre rôle dans un court-métrage dans le cadre de la cérémonie d'ouverture avec Daniel Craig dans le rôle de James Bond. Son père avait ouvert les Jeux olympiques de 1948 à Londres, et son arrière-grand-père, Édouard VII, ceux de 1908, également à Londres. Élisabeth II avait également ouvert ceux de 1976 à Montréal et Philip ceux de 1956 à Melbourne. Elle est ainsi la première chef d'État à ouvrir deux Olympiades dans deux pays différents.
En décembre 2012, elle devient le premier souverain britannique à assister en temps de paix à une réunion du cabinet britannique depuis George III en 1781 et le secrétaire d'État des Affaires étrangères, William Hague, annonce peu après que la partie auparavant sans nom du sud du territoire antarctique britannique serait nommée terre de la Reine-Élisabeth en son honneur,.

#### Réhabilitation d'Alan Turing (2013)
En 1952, le mathématicien et logicien Alan Turing avait été condamné à la castration chimique pour des « actes homosexuels ». Pendant la Seconde Guerre mondiale, il avait travaillé avec les services de renseignement britanniques au décryptage des systèmes de chiffrement allemands, où il avait notamment apporté des contributions significatives à la cryptanalyse d'Enigma.
En septembre 2009, le Premier ministre, Gordon Brown, présente les excuses du Gouvernement britannique pour ce traitement « effroyable » et « totalement injuste ».
En décembre 2012, un groupe de onze scientifiques britanniques, dont le physicien Stephen Hawking, appelle le Gouvernement britannique à annuler sa condamnation, à titre posthume,. Le 24 décembre 2013, la reine Élisabeth II signe un acte royal de clémence, sur proposition du secrétaire d'État à la Justice, Chris Grayling, lequel déclare que c'était une condamnation « que nous considérerions aujourd'hui comme injuste et discriminatoire ». C'est alors la quatrième fois depuis 1945 que la prérogative royale de grâce s'exerce,.

#### Référendum écossais (2014)
Même si la reine est astreinte à une réserve sans faille sur les affaires politiques de son royaume, l’indépendance de l’Écosse ne la laisse pas indifférente. Quatre jours avant le scrutin, elle profite de sa sortie de l'église le 14 septembre 2014, près de sa résidence d’été de Balmoral, pour adresser quelques mots aux habitants venus la saluer : « J’espère que les gens réfléchiront bien à l’avenir avant d’aller voter jeudi ». Cette déclaration apparaît pour beaucoup un signe que la reine souhaite que le non l’emporte quatre jours plus tard lors du référendum sur l’indépendance de l’Écosse. Finalement, c’est le « non » qui l’emporte avec 55,3 % des suffrages exprimés.

#### Brexit (2016-2020)
Après l’organisation le 23 juin 2016 d’un référendum sur l'appartenance du Royaume-Uni à l'Union européenne par le premier ministre David Cameron, les Britanniques se prononcent en faveur du retrait. La Chambre des communes autorise le gouvernement à enclencher le processus de sortie de l’Union européenne le 13 mars 2017, confirmé par une sanction royale de la reine trois jours plus tard. La première ministre Theresa May enclenche la procédure de l'article 50 le 29 mars 2017.
Dans son discours de Noël 2018, à la suite des tensions entre ses sujets britanniques au cours des trois dernières années, la reine les appelle à faire preuve de « respect » les uns envers les autres, pendant cette période de transition vers le Brexit. « Même si les différences les plus profondes nous séparent, traiter autrui avec respect, comme un être humain, est toujours un bon premier pas ».
La reine évoque le Brexit à mots couverts, le 24 janvier 2019, dans un discours devant le British Women's Institute : « Dans notre recherche de nouvelles réponses en ces temps modernes, je préfère pour ma part les recettes éprouvées, comme se parler avec respect et respecter les différents points de vue, se rassembler pour chercher un terrain d'entente et ne jamais oublier de prendre du recul ». Dans son discours de Noël 2019, elle appelle de nouveau les Britanniques à surmonter leurs divisions : « Des petits pas entrepris avec foi et espoir peuvent permettre de surmonter des différences anciennes et des divisions profondes pour apporter harmonie et compréhension ».
La Chambre des communes vote définitivement le 9 janvier 2020 l'accord de retrait signé le 17 octobre 2019, confirmé par une sanction royale le 23 janvier 2020. Le Royaume-Uni quitte l’Union européenne officiellement le 31 janvier 2020.

### Dernières années de règne (2020-2022)

#### Pandémie de Covid-19

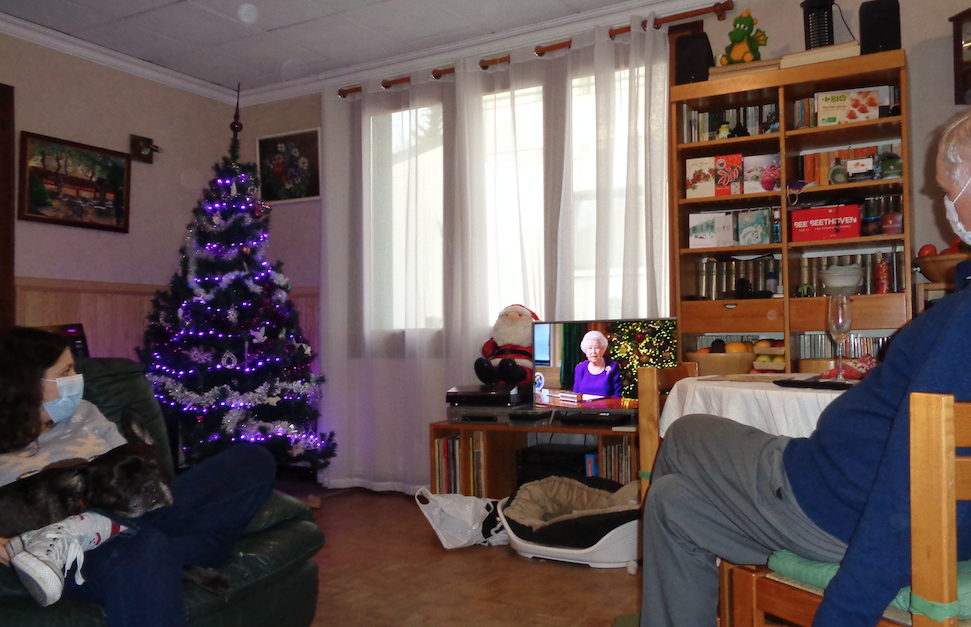
Famille britannique, portant des masques sanitaires, regardant le traditionnel discours de Noël de la reine le 25 décembre 2020 durant la pandémie de Covid-19.

Le 19 mars 2020, la reine Élisabeth II se retire par précaution au château de Windsor alors que la pandémie de Covid-19 frappe le Royaume-Uni. La souveraine, âgée de 93 ans, avait annoncé quelques jours auparavant le report de plusieurs engagements publics en raison de la pandémie. La reine et son époux sont ainsi confinés et entourés d'un protocole sanitaire très strict surnommé « HMS Bubble ». Le 5 avril 2020, Élisabeth II s'adresse à la nation britannique et au Commonwealth lors d'une allocution télévisée, la quatrième depuis le début de son règne, enregistrée depuis le château de Windsor où la reine est confinée avec son époux. Elle déclare : « J’espère que dans les années à venir, tout le monde pourra être fier de la façon dont [le peuple britannique] a répondu à ce défi. Ceux qui nous succéderont diront que les Britanniques de cette génération étaient aussi forts que tous. Que les attributs de l’autodiscipline, de la bonne résolution tranquille et de la camaraderie caractérisent toujours ce pays ». Le 8 mai suivant, à l'occasion des commémorations de la fin de la Seconde Guerre mondiale, la reine prononce un nouveau discours, diffusé sur la BBC à 20 heures, soit l'heure exacte à laquelle son père le roi George VI s'est exprimé à la radio en 1945, dans lequel elle appelle notamment les Britanniques à ne « jamais perdre espoir ».
La reine reprend ses engagements officiels en octobre 2020 à l'occasion d'une inauguration. Elle apparaît pour la première fois masquée le 4 novembre 2020, pour les 100 ans de l'inhumation du Soldat inconnu à l'abbaye de Westminster. Le même mois, en raison du risque de contamination lié au virus, Élisabeth II et son époux le prince Philip retournent au château de Windsor.
Le 9 janvier 2021, le palais de Buckingham annonce que la reine et son époux ont reçu une première dose du vaccin de Pfizer-BioNTech contre la Covid-19. En février, le palais publie une vidéo dans laquelle la reine encourage les Britanniques à se faire vacciner.

#### Mort du prince Philip (2021)
Le 9 avril 2021, après plus de soixante-treize ans de mariage, son époux, le prince Philip, meurt au château de Windsor à l’âge de 99 ans. La reine Élisabeth II déclare dans un communiqué être très affectée par sa disparition. Philip était considéré comme le deuxième « pilier » de la monarchie après la souveraine. Pour beaucoup de commentateurs, experts en royauté et médias internationaux, la reine Élisabeth II est entrée dans le « crépuscule » de son règne après la disparition de son mari, qui a dans le même temps rappelé aux Britanniques que « la reine n'est pas immortelle ». Elle est, en outre, le premier monarque britannique à régner veuf depuis la reine Victoria. La reine fait sa première apparition publique après la mort de son époux lors de son 67e discours d'ouverture du Parlement, le 11 mai suivant. Pour la première fois depuis 1967, elle est assise seule devant la Chambre des lords, le fauteuil du prince consort ayant été retiré.

#### 47esommetdu G7 (2021)
Le sommet du G7 de 2021, 47e sommet du groupe des sept, est organisé par le Royaume-Uni du 11 au 13 juin 2021 à Carbis Bay, en Cornouailles. Le 11 juin, la reine Élisabeth accueille les dirigeants étrangers et pose avec eux pour une photographie sur la plage de la station balnéaire de Carbis Bay. Peu après, une réception est donnée sous les serres d'Eden Project, un jardin prônant la biodiversité. C'est aussi la première fois que la reine, accompagnée du prince Charles, de la duchesse de Cornouailles, du prince William et de la duchesse de Cambridge, rencontre le président américain Joe Biden et son épouse Jill. C'est le treizième président américain (elle n'a jamais vu Lyndon B. Johnson) que la reine rencontre officiellement depuis le début de son règne. Le 13 juin, avant son départ, Joe Biden est de nouveau reçu par la reine au château de Windsor où ils ont un entretien privé.

#### République de la Barbade (2021)
Le 16 septembre 2020, la gouverneure générale de la Barbade, Sandra Mason, annonce dans un discours que son pays deviendra une république le 30 novembre 2021. Dans ce discours, prononcé depuis la capitale, cette dernière déclare : « Ayant obtenu son indépendance il y a plus d'un demi-siècle, notre pays ne peut nourrir aucun doute sur ses capacités à s'autogérer ». L'abolition de la monarchie est formellement votée à l’unanimité par l'Assemblée le 29 septembre 2021. Comme prévu, le 30 novembre suivant, la Barbade devient une république, tout en restant membre du Commonwealth. Dame Sandra Mason devient la première présidente de la Barbade,,, mettant fin au règne d'Élisabeth II, montée sur le trône barbadien en 1966.

#### Problèmes de santé

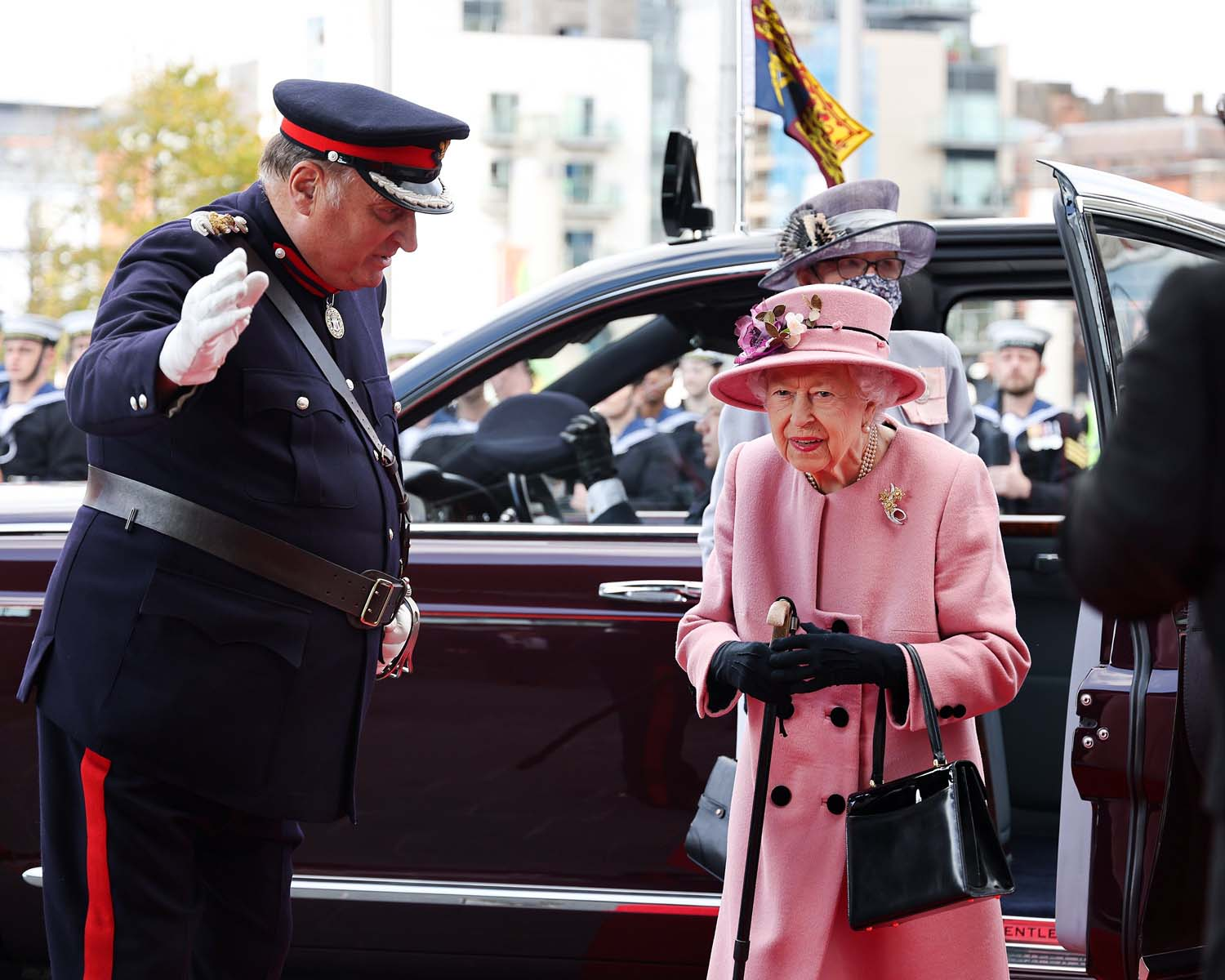
La reine est apparue avec une canne à l'ouverture de la sixième session du Parlement gallois en octobre 2021.

À partir d'octobre 2021, la reine est régulièrement aperçue se déplaçant appuyée sur une canne, ce qui suscite une grande émotion au Royaume-Uni. Selon des sources proches de l'entourage de la souveraine, le choix d'une canne a été fait « pour le confort » de la reine et non pas pour une raison médicale particulière. Dans la nuit du 20 au 21 octobre 2021, la reine Élisabeth II est hospitalisée et subit des examens préliminaires, annonce le palais de Buckingham. Selon le communiqué, publié dans la soirée suivant la sortie de l'hôpital du monarque, la reine « garde bon moral et est rentrée à l'heure du déjeuner au château de Windsor ». Le 26 octobre suivant, alors qu'elle « effectue des tâches légères » au château de Windsor, le palais de Buckingham annonce que la reine ne se rendra pas à la COP 26, qui doit débuter à Glasgow le 1er novembre suivant, conformément à un avis médical lui recommandant de se reposer. Dans un communiqué publié trois jours plus tard, il est annoncé que sur l'avis de ses médecins, la reine Élisabeth devra encore rester au repos pour « au moins deux semaines ». Tandis que son retour sur la scène publique était annoncé lors des commémorations du Remembrance Day, le 14 novembre 2021, un communiqué du palais de Buckingham annonce que la souveraine, « déçue », renonce, en raison de douleurs au dos, à assister au service religieux prévu ce jour. Le prince de Galles remplace donc sa mère lors de la cérémonie, et dépose une gerbe de fleurs au pied du Cénotaphe de Londres,. Le 21 novembre, en dépit des inquiétudes liées à sa santé, la reine assiste aux baptêmes conjoints de ses deux arrière-petits-fils Lucas Tindall et August Brooksbank, lors d'une cérémonie privée à la chapelle royale de tous les saints, dans le domaine de Windsor.
Le 20 février 2022, le palais de Buckingham annonce que la reine Élisabeth II a été testée positive à la Covid-19 mais que la souveraine ne présente que des « symptômes légers ».
Un service d'action de grâces en hommage au défunt duc d'Édimbourg a lieu à l'abbaye de Westminster le 29 mars 2022. Alors qu'elle avait annulé ses dernières apparitions publiques, la reine Élisabeth II, entourée de membres de sa famille et de souverains des familles royales européennes, assiste au service. Il s'agit de la première apparition publique de la souveraine depuis 5 mois,.
Le 10 mai 2022, la reine est absente pour la troisième fois en 70 ans de règne lors du traditionnel discours du Trône. Elle est remplacée par son fils, le prince de Galles. C'est la première fois que la reine manque l'événement en raison de problèmes de santé, ses deux absences précédentes étant dues à ses grossesses en 1959 et 1963. C'est également la première fois que le prince Charles remplit une fonction si importante. Le 14 juillet 2022, il est annoncé par le Daily Mail qu'une grande partie des tâches officielles exigeantes seront accordées au prince Charles. Les fonctions et les apparitions publiques de la reine Élisabeth II deviennent bien moins présentes.

#### Jubilé de platine (2022)
Le jubilé de platine de la reine Élisabeth II, qui marque ses 70 ans de règne, débute le 6 février 2022. Le jour même, la souveraine, dans une rare prise de parole, annonce qu'elle « souhaite que Camilla devienne la prochaine reine consort lorsque [son] fils deviendra roi », et donne sa bénédiction à cette dernière afin qu'elle puisse porter le titre de princesse de Galles. Prévues pour avoir lieu du 2 au 5 juin 2022, les festivités du jubilé incluront diverses manifestations dont la traditionnelle parade du Trooping the Colour, une messe à la cathédrale Saint-Paul de Londres, un derby dans le circuit d'Epsom Downs et un concert donné au palais, intitulé « Platinum Party at the Palace ». Des balises lumineuses seront allumées à Londres et dans d'autres grandes villes à travers le pays et le Commonwealth, comme ce fut le cas en 2012. Le palais précise que « le week-end prolongé des jours fériés verra des événements publics et des activités communautaires, ainsi que des moments nationaux de réflexion sur les 70 ans de service à la nation de la reine ». Le 15 mai 2022, accompagnée de son fils le comte de Wessex, la reine assiste au Royal Windsor Horse Show, un spectacle de deux heures qui constitue le premier événement du jubilé, dans lequel est rendu hommage à la passion de la souveraine pour les chevaux. À la veille du début des festivités, elle reçoit en cadeau un cheval de la Garde républicaine de la part du président français Emmanuel Macron.
Les célébrations débutent le 2 juin 2022 par la traditionnelle parade militaire du Trooping the Colour, qui vient célébrer le 96e anniversaire de la souveraine. L'événement, qui n'avait pas eu lieu les deux années précédentes en raison de la crise sanitaire, rassemble plusieurs centaines de milliers de personnes dans les rues de Londres. À la fin du défilé militaire, la reine apparaît au balcon du palais de Buckingham, depuis lequel elle salue la foule entourée de membres de sa famille, dont le prince de Galles et la duchesse de Cornouailles, le duc et la duchesse de Cambridge et leurs enfants. Le lendemain, une messe en l'honneur de la reine a lieu en la cathédrale Saint-Paul de Londres. Celle-ci se déroule en l'absence d'Élisabeth II, qui suit la cérémonie à distance depuis le château de Windsor.
Un concert, intitulé « Platinum Party at the Palace », a lieu au soir du 4 juin devant le palais de Buckingham et autour du Victoria Memorial, rassemblant plusieurs milliers de personnes qui assistent à l'événement depuis le Mall, où des écrans géants sont installés. Les artistes Adam Lambert, Elton John, Alicia Keys ou encore Diana Ross se produisent sur scène pendant deux heures. Un spectacle aérien de drones a lieu au-dessus du palais. Le prince William et le prince Charles prononcent chacun un discours rendant hommage à la reine (qui n'assiste pas en personne au concert). À la fin du concert, un feu d'artifice a lieu. Le 5 juin, une grande parade militaire et un carnaval clôturent les célébrations du jubilé de platine. Au terme de quatre jours de festivités, la reine Élisabeth II apparaît au balcon du palais de Buckingham, entourée de sa famille, et salue une foule de plusieurs centaines de milliers de personnes rassemblées massivement sur le Mall et devant les grilles du palais. Dans un communiqué, la reine déclare être « profondément touchée que tant de personnes soient descendues dans la rue pour [son] jubilé ».

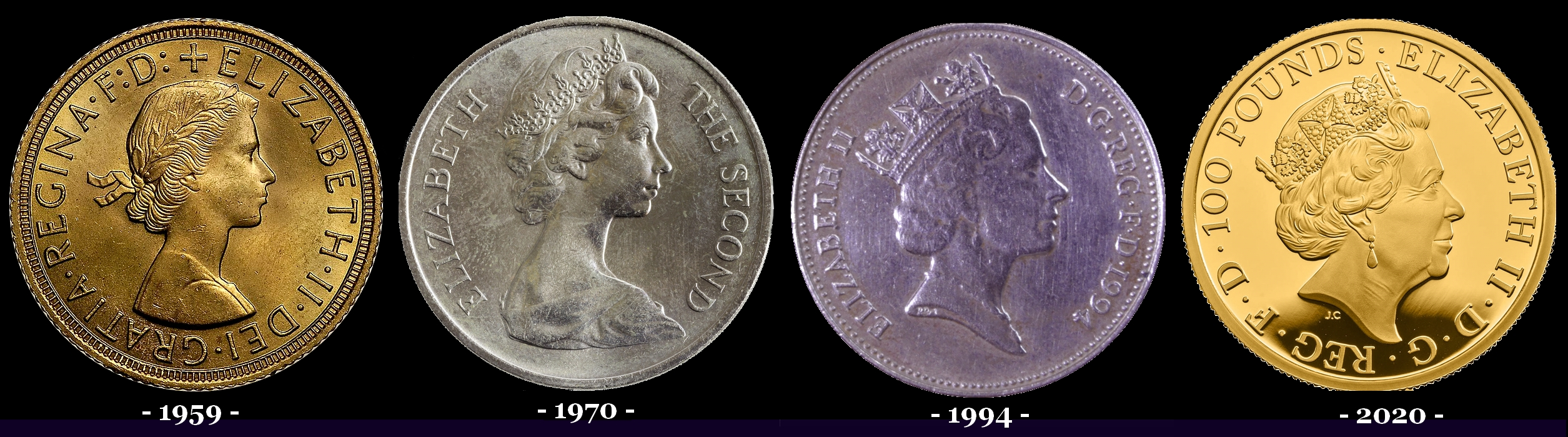
Les quatre portraits numismatiques officiels d'Élisabeth II au Royaume-Uni entre 1952 et 2022.

### Durée exceptionnelle du règne

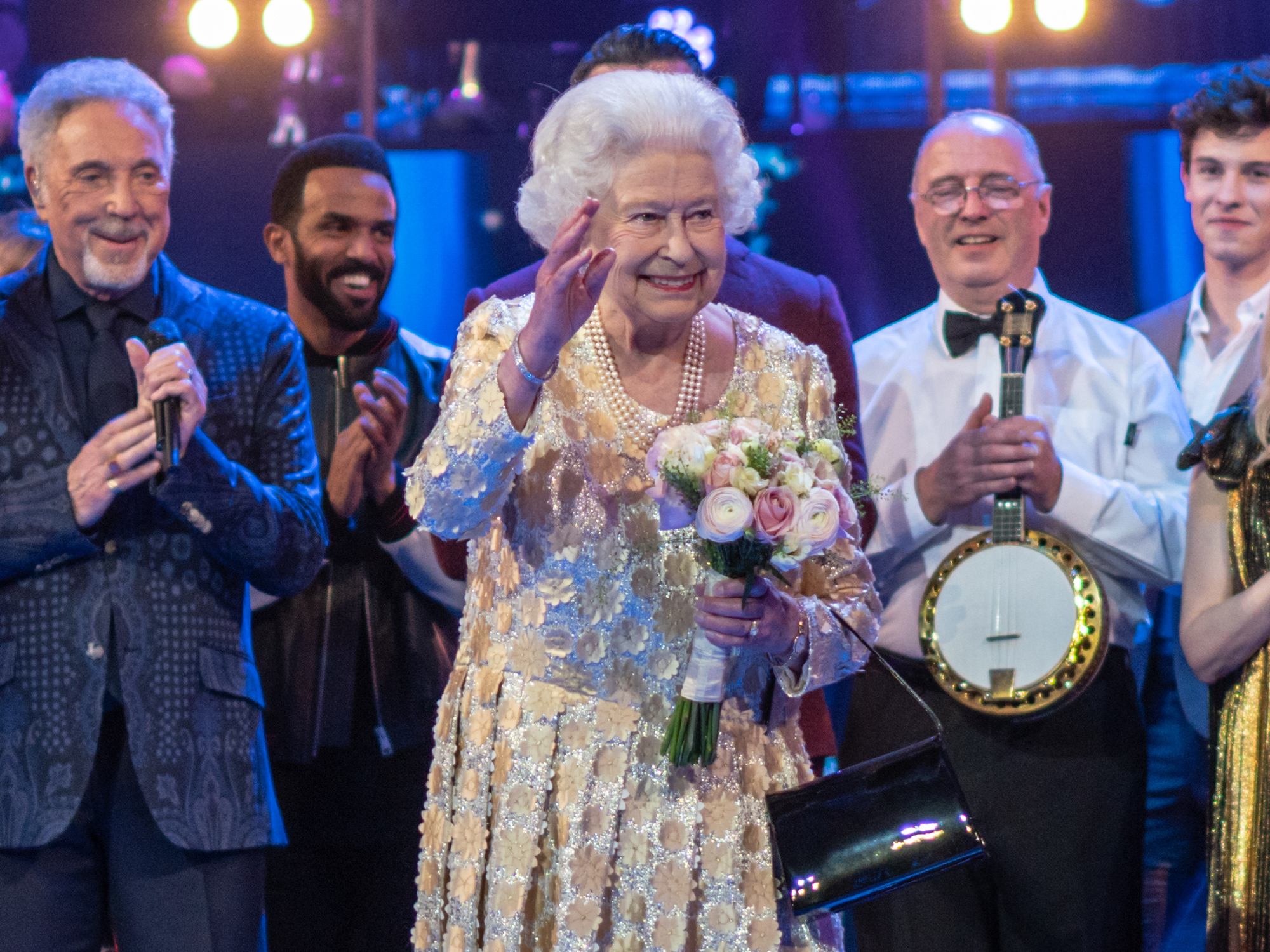
Élisabeth II au Royal Albert Hall de Londres après un concert à l'occasion de son, le 21 avril 2018.

La reine Élisabeth II est le monarque britannique ayant atteint l'âge le plus avancé et ayant le plus long règne, devant Victoria. La souveraine a régné plus de 70 ans, et était le plus ancien souverain encore en exercice après la mort du roi de Thaïlande Rama IX le 13 octobre 2016. Elle est le deuxième monarque ayant eu le règne le plus long, juste derrière le roi de France Louis XIV.
En novembre 2019, des rumeurs relayées par certains médias britanniques ont laissé entendre que la reine aurait envisagé abdiquer d'ici à « quelques années », et plus précisément à l'occasion de son 95e anniversaire, en 2021, mais des proches de la famille royale ainsi que des experts ont démenti ces rumeurs. Selon eux, la reine n'avait pas l'intention d'abdiquer, même si ses engagements publics étaient désormais en partie assurés par le prince de Galles.

### Mort et funérailles

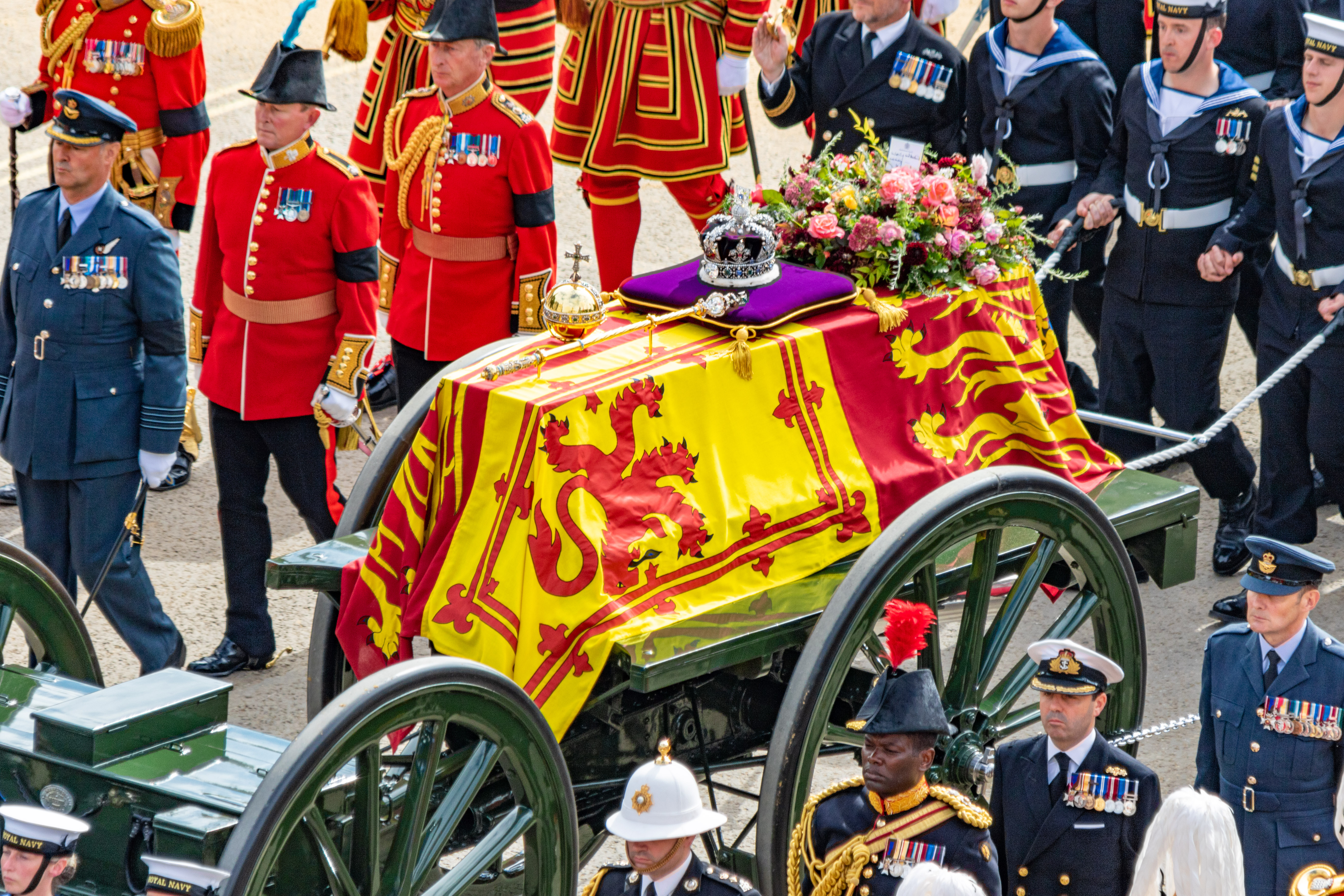
Le 19 septembre 2022, le cercueil de la reine sur son affût de canon quittant Westminster Hall lors des funérailles.

Le 8 septembre 2022, à 15 h 10, heure de Londres, la reine Élisabeth II meurt au château de Balmoral, en Écosse, à l'âge de 96 ans, entourée de membres de sa famille dont son successeur. Sa disparition met un terme à un règne historiquement long de 70 ans, 7 mois et 2 jours,. Deux jours avant son décès, la reine avait reçu à Balmoral sa quinzième et dernière Première ministre, Liz Truss, et avait été placée sous surveillance médicale quelques heures avant l'annonce de sa mort,. À 73 ans, le fils aîné de la reine succède à sa mère sur le trône et devient le roi Charles III.
La mort d'Élisabeth II provoque le lancement de l'opération London Bridge, qui était préparée depuis les années 1960.
Le 11 septembre, son cercueil quitte Balmoral et traverse par la route une partie de l'Écosse avant de joindre la cathédrale Saint-Gilles d'Édimbourg, où il est exposé au public pendant deux jours. Après son retour à bord d'un avion de la Royal Air Force à Londres la veille, le cercueil royal est conduit en procession le 14 septembre, depuis le palais de Buckingham jusqu'à Westminster Hall. Entouré de sa sœur, de ses frères et de ses deux fils, le roi Charles III suit le cercueil de sa mère à pied tout au long de la procession. Le cercueil, déposé sur un catafalque et orné de la couronne impériale d'apparat, est ensuite exposé au public dans Westminster Hall durant quatre jours.
Les funérailles nationales de la reine Élisabeth II se tiennent le 19 septembre en l'abbaye de Westminster, et sont conduites par l'archevêque de Cantorbéry, Justin Welby, et le doyen de Westminster. Deux mille invités sont présents, dont cinq cents chefs d'État et dignitaires étrangers (en) dans l’abbaye, qui peut accueillir jusqu'à 2 200 personnes,. Au terme de la cérémonie, conduit lors d’une ultime procession militaire jusqu'au château de Windsor, le cercueil de la reine est inhumé en fin de journée en la chapelle Saint-Georges de Windsor, où la souveraine repose, sous une dalle de marbre noir de Belgique, aux côtés de ses parents, George VI et Elizabeth, de sa sœur Margaret, de son époux Philip et de plusieurs de ses prédécesseurs.

## Postérité

### Héritage
Figure emblématique des XXe et XXIe siècles, la reine Élisabeth II a visité plus de 117 pays, rencontré 113 dirigeants et accueilli quinze Premiers ministres britanniques. Elle a notamment vu se succéder quatorze présidents américains et dix présidents français.
Sur le plan géopolitique, elle a largement participé à la réconciliation entre le Royaume-Uni et l'Allemagne en se rendant en RFA en 1965, une visite inédite puisque c'était la première fois qu'un monarque se rendait en Allemagne depuis 1913.
Malgré ses rares prises de positions, elle a défendu des convictions telles que l'écologie ou la paix. Symbole d'espoir, elle adresse des messages d'optimisme pour les réfugiés en 1940 ou durant la pandémie de Covid-19 en 2020.

## Personnalité et image publique

### Opinions personnelles et centres d'intérêt

Ronald Reagan et Élisabeth II à Windsor en 1982.

Élisabeth II n'ayant accordé que de rares entretiens publics, on sait peu de choses de ses opinions privées. En tant que monarque constitutionnel, elle n'exprime pas ses opinions politiques en public. Elle a la réputation de posséder un profond sens des devoirs religieux et civiques, et de prendre son serment de couronnement très au sérieux,. À côté de son rôle religieux officiel en tant que gouverneur suprême de l'Église d'Angleterre, elle fréquente cette Église et celle d'Écosse. Elle témoigne de son soutien pour le dialogue interreligieux et rencontre plusieurs chefs d'autres Églises et religions, dont cinq papes : Pie XII, Jean XXIII, Jean-Paul II, Benoît XVI et François.
Élisabeth II a été mécène de plus de 600 organisations. Parmi ses principaux centres d'intérêt, figuraient l'équitation et les chiens, en particulier les Welsh Corgis dont elle est devenue passionnée en 1933, année de l'arrivée de Dookie, le premier Corgi possédé par sa famille,.
Élisabeth II, fervente amatrice de sport hippique (« la passion de sa vie » selon Camilla Parker Bowles), possédait un important élevage de pur-sang et une écurie de courses performantes. Ne manquant jamais une édition du meeting de Royal Ascot, en juin, où son enthousiasme est resté fameux (notamment lors de la victoire de son protégé Estimate dans la Gold Cup en 2013), elle a hérité des couleurs de son père et de son grand-père (casaque pourpre, manches écarlates, toque noire), qu’elle a fait briller avec ses chevaux élevés à Royal Stud, son haras à Sandringham. L'écurie a compté 1 800 vainqueurs depuis Monaveen en 1949, et obtenu deux titres de tête de « champion owner », en 1954 et 1957. Si elle n’a jamais pu remporter le Derby d’Epsom, la plus grande des courses anglaises, la reine figure au palmarès de tous les classiques anglais. Parmi ses meilleurs représentants, on peut citer Highclere (1000 Guineas, Prix de Diane), Aureole (Coronation Cup, King George), Dunfermline (Oaks, St. Leger), Estimate (Gold Cup), Carrozza (Oaks), ou encore Pall Mall (2000 Guineas). De nombreuses courses importantes portent son nom dans le Commonwealth et ailleurs (Queen Elizabeth II Stakes et Queen Elizabeth II Jubilee Stakes en Angleterre, Queen Elizabeth II Cup au Japon, Queen Elizabeth II Cup à Hong Kong, Queen Elizabeth II Challenge Cup Stakes (en) aux États-Unis, et d'autres courses en Australie, au Canada et à Singapour). Membre du Hall of Fame des courses britanniques depuis 2021, elle a reçu le Millennium Award of Merit lors des Cartier Racing Awards en 2000.
Elle est aussi connue comme une des critiques les plus affûtées de l'industrie automobile britannique. Sous son règne, le parc automobile du palais de Buckingham glisse progressivement de Daimler à Rolls-Royce, en particulier la Rolls-Royce Phantom. Elle est l'un des rares monarques appréciant prendre le volant, bien qu'elle ne possède pas de permis de conduire en raison de son statut. En 1998, lors de la venue du prince saoudien Abdallah au château de Balmoral, Élisabeth II conduit son hôte autour du domaine dans un Land Rover Defender, alors que la conduite automobile est interdite aux femmes en Arabie saoudite.

### Évolution de son image publique
Dans les années 1950, au début de son règne, Élisabeth II est considérée comme une « reine de conte de fées ». Après le traumatisme de la guerre, la période de progrès et de modernisation est présentée comme une « nouvelle ère élisabéthaine »,,,. En cela les propos de Lord Altrincham de 1957 accusant ses discours d'être ceux d'une « écolière suffisante » s'avèrent particulièrement inhabituels. Dans les années 1960, la monarchie tente d'offrir une image plus moderne en réalisant le documentaire télévisé Royal Family (en) montrant la famille royale dans la vie de tous les jours et en retransmettant l'investiture du prince Charles à la télévision,,,,,,. La reine prend l'habitude de porter des pardessus aux couleurs éclatantes et des chapeaux décorés qui lui permettent d'être facilement visible dans une foule.
Lors de son jubilé d'argent en 1977, les foules se montrent enthousiastes,,,,, mais les révélations de la presse sur la monarchie dans les années 1980 accroissent les critiques à son encontre,. La popularité d'Élisabeth II continue de diminuer dans les années 1990 ; sous la pression du public, elle décide de payer un impôt sur le revenu et d'ouvrir le palais de Buckingham,. La désaffection envers la monarchie atteint son apogée après la mort de Diana, même si cette désaffection diminue après l'allocution de la reine six jours plus tard,.
En novembre 1999, les électeurs australiens refusent la suppression de la monarchie australienne lors d'un référendum,,,. Des sondages en Grande-Bretagne en 2006 et 2007 révèlent un fort soutien envers Élisabeth II,, et des référendums aux Tuvalu en 2008 et à Saint-Vincent-et-les-Grenadines en 2009 rejettent des propositions républicaines.

### Fortune personnelle

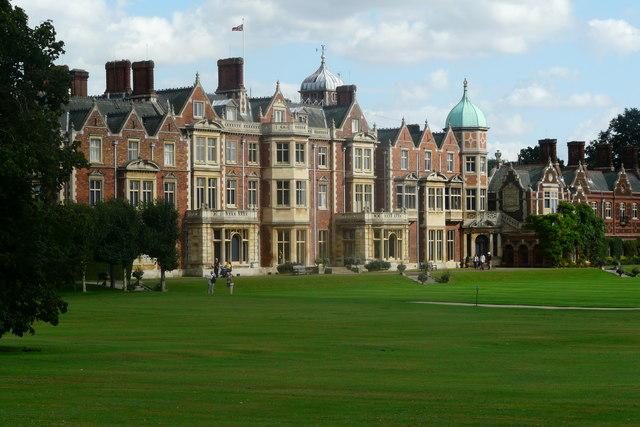
Sandringham House, la résidence privée d'Élisabeth II dans le comté de Norfolk.

La fortune personnelle d'Élisabeth II fait l'objet de nombreuses spéculations au cours de son règne. Le magazine Forbes estime en 2010 que ses biens auraient une valeur d'environ 450 millions de dollars. Toutefois, une déclaration officielle du palais de Buckingham en 1993 qualifie les estimations de 100 millions de livres de « grossièrement exagérées ». Jock Colville, qui fut l'un de ses secrétaires particuliers et le directeur de sa banque, Coutts, estime en 1971 sa richesse à 2 millions de livres (l'équivalent d'environ 23 millions de livres de 2012,,). La Royal Collection (qui inclut des œuvres d'art et les Joyaux de la Couronne britannique) n'appartient pas personnellement à la reine et est gérée par une fiducie,, de même que les résidences royales comme le palais de Buckingham, le château de Windsor et le duché de Lancastre, un portefeuille d'investissement évalué en 2011 à 383 millions de livres. Sandringham House et le château de Balmoral sont des propriétés personnelles de la reine. Le portefeuille du Crown Estate gérant les actifs de la Couronne britannique est estimé avoir une valeur de 7,3 milliards de livres en 2011, mais est indépendant de la reine.
En 2017, les Paradise Papers révèlent que le duché de Lancastre, qui gère les fonds privés de la reine, a investi, en 2005, 7,5 millions de livres dans un fonds d'investissement basé dans les îles Caïmans, un paradis fiscal. Une petite partie de ce montant a en outre été investie dans la chaîne de magasins d'électroménager BrightHouse (en), accusée par les autorités britanniques d'utiliser des méthodes de vente agressives, et condamnée en octobre 2017 par la Financial Conduct Authority à rembourser 16,6 millions d'euros à 249 000 clients ; le directeur financier du duché de Lancastre, Chris Adcock, indique cependant qu'il ignorait avoir investi dans BrightHouse. Par ailleurs, 5 millions de livres d'Élisabeth II sont investis dans le Jubilee Absolute Return Fund, un fonds basé aux Bermudes puis à Guernesey (également des paradis fiscaux), qui investit sur des marchés spéculatifs ; la Couronne nie cependant en avoir tiré un avantage fiscal quelconque. Les investissements offshore révélés par les Paradise Papers n'étant auparavant pas divulgués, ceci donne lieu à des critiques quant au manque de transparence des placements opérés avec les fonds privés d'Élisabeth II,.

### Visites à l'étranger

Carte des visites à l'étranger d'Élisabeth II.

#### Visites en Belgique
Entre 1966 et 2007, la reine Élisabeth II a effectué six visites, dont trois à caractère officiel en Belgique. Sa présence exceptionnelle aux funérailles du roi Baudouin le 7 août 1993 témoigne des très bonnes relations entre les deux familles royales.
- 1966 : 9 au 13 mai, première visite d'État en Belgique, où la reine se rend à Bruxelles, Anvers et Liège, dans le cadre des commémorations de la Seconde Guerre mondiale ;
- 1980 : 7 juin, visite du Lion de Waterloo et du champ de bataille de 1815 ;
- 1980 : 25 novembre, visite dans le cadre du 150e anniversaire de l'indépendance de la Belgique, elle prononce un discours à l'OTAN ;
- 1993 : 7 août, funérailles du roi Baudouin ;
- 1998 : 11 novembre, cérémonies commémorant les 80 ans de l'armistice à Ypres ;
- 2007 : 11 au 12 juillet, seconde visite d'État, la reine se rend à Bruxelles, Ypres, Laeken et Wavre.

#### Visites en France
La reine Élisabeth II s'est rendue quinze fois en France, dont cinq fois pour des visites d'État. C'est le pays européen qu'elle a le plus visité. Elle avait appris la langue française dès l'enfance.
- 1948 : 14 au 17 mai, visite en qualité de princesse Élisabeth à Paris. Soirée de gala à l'opéra Garnier, dîne à la Tour d'argent. Reçue à l'Élysée par le président Vincent Auriol. Henri Salvador et Edith Piaf ont chanté pour elle dans un club de la rue Pierre-Charron ;
- 1957 : 8 au 11 avril, première visite d’État. Elle est reçue au château de Versailles par le président René Coty. Visite du Palais du Louvre
- 1967 : 26 au 29 mai, visite du Haras national du Pin ;
- 1972 : 15 au 19 mai, deuxième visite d’État. Reçue par le président Georges Pompidou. Visite à son oncle, le duc de Windsor, et son épouse, Wallis Simpson, dans leur résidence du Bois de Boulogne. Visite la Provence, Nîmes, Saint-Rémy-de-Provence, la Camargue, Avignon et Les Baux-de-Provence. Boucle son voyage à Rouen où ils passent notamment par le cimetière militaire Saint-Sever, au Petit-Quevilly qui compte près de 12 000 tombes britanniques de la Première Guerre mondiale ;
- 1974 : 16 juin, se rend à l'hippodrome de Chantilly. Son cheval remporte le prix de Diane ;
- 1979 : 24 octobre. Visite du château de Chambord, du château de Chenonceau et les hospices de Beaune ;
- 1984 : 6 juin, 40e anniversaire du débarquement de Normandie ;
- 1987 : fin mai, week-end à Deauville. Visite des haras du Quesnay ;
- 1992 : 12 mai, discours devant le Parlement européen à Strasbourg ;
- 1992 : 9 au 12 juin, troisième visite d’État. Reçue par François Mitterrand le 9 juin. Visite du Parc de Bagatelle, parc de la Villette, pyramide du Louvre, musée d’Orsay ;
- 1994 : 6 mai, inauguration du tunnel sous la Manche ;
- 1994 : 6 juin, 50e anniversaire du débarquement de Normandie ;
- 1998 : 11 novembre, commémoration de l'Armistice du 11 novembre 1918 ;
- 2004 : 5 au 7 avril, quatrième visite d’État pour la célébration du centenaire de l'Entente cordiale ;
- 2014 : 5 au 8 juin, dernière visite d’État pour les commémorations du débarquement de Normandie de 1944.

## Dans les arts et la culture populaire

### Numismatique

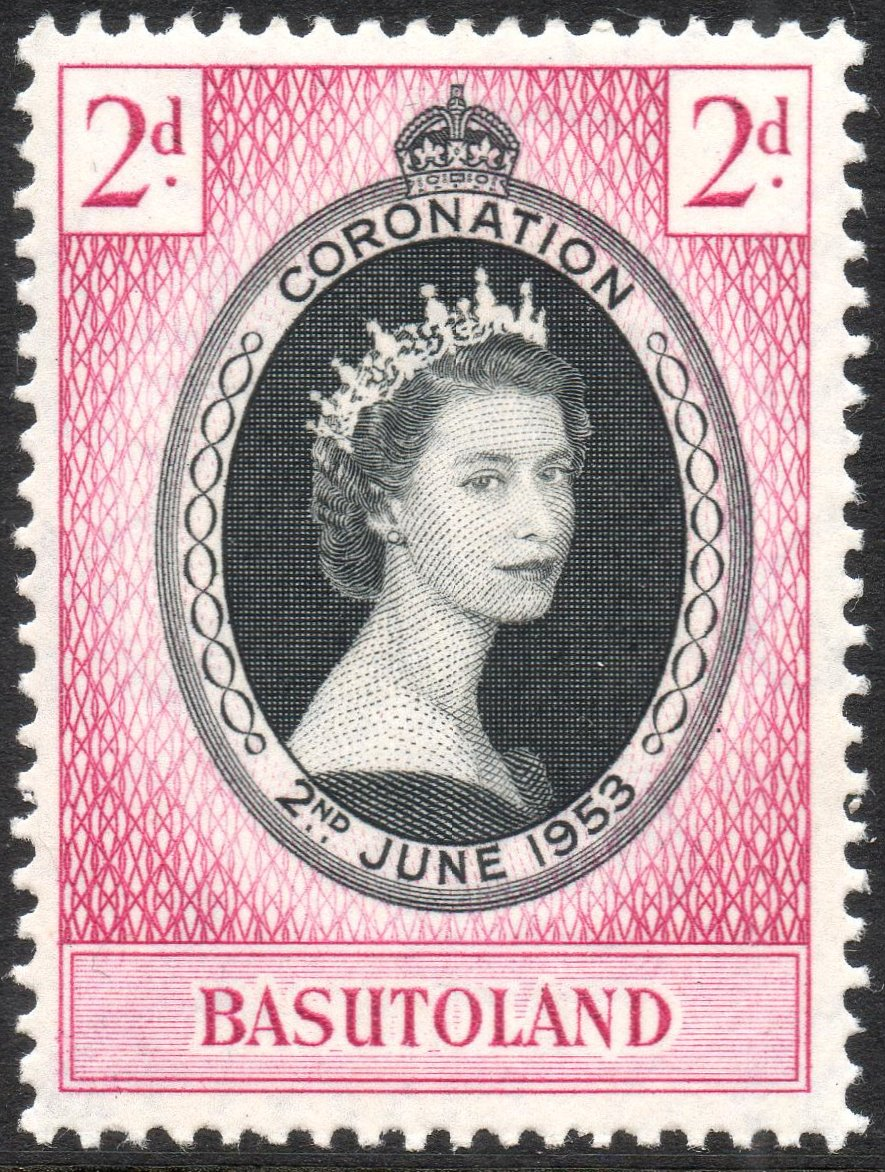
Timbre du Basutoland émis à l'occasion de son couronnement.

L'effigie de la reine est reproduite sur un grand nombre de pièces de monnaie, de billets de banque et de timbres dans les royaumes du Commonwealth.

### Filmographie

#### Cinéma
Le rôle d'Élisabeth II est interprété à l'écran par :
- Elle-même dans Vi mötte stormen (1943)
- Elle-même (images d'archives) dans Le Voyageur sans billet (1955)
- Huguette Funfrock dans :
  - Bons baisers de Hong Kong (1975)
  - Le Bourreau des cœurs (1983)
  - Mad Mission 3: Our Man from Bond Street (1984)
- Gladys Crosbie dans Britannia Hospital (1982)
- Jeannette Charles dans :
  - Queen Kong (en) (1976)
  - All You Need Is Cash (1978)
  - Bonjour les vacances 2 (1985)
  - Y a-t-il un flic pour sauver la reine ? (1988)
  - Austin Powers dans Goldmember (2002)
- Angela Thorne (en) la double dans le film d'animation Le BGG (1989)
- Prunella Scales dans Johnny English[432] (2003)
- Neve Campbell dans Churchill: The Hollywood Years (2004)
- Helen Mirren dans The Queen (2006), rôle pour lequel elle remporte l'Oscar et le British Academy Film Award de la meilleure actrice
- Elizabeth Richard dans 2012 (2009), où on la voit accompagnée de ses corgis
- Freya Wilson (en) dans Le Discours d'un roi (2010)
- Vanessa Redgrave dans Cars 2 (2011)
- Vivienne Vermes dans Les Profs 2 (2015)
- Sarah Gadon dans A Royal Night Out (2015)
- Penelope Wilton dans Le Bon Gros Géant (2016)
- Julie Walters dans Royal Corgi (2019)
- Stella Gonet dans Spencer (2021)

#### Séries télévisées
Élisabeth II est également jouée à la télévision par :
- Tina Maskell dans Mr Bean (1990)
- Dans la série d'animation américaine Les Simpson :
  - Maggie Roswell dans Les Jolies Colonies de vacances (1992)
  - Tress MacNeille dans Homer rentre dans la reine (2003)
  - Eddie Izzard dans L'Œil sur la ville (2010)
- Naomi Martin dans Bertie and Elizabeth (en) (2002)
- Actrice non crédité dans l'épisode 12 Ao Serviço de Sua Majestade de Triângulo Jota (2006)
- Jessica Martin dans Une croisière autour de la Terre (2007)
- Toshiko Fujita dans l'épisode 4 de Hellsing Ultimate (2008)
- Rosemary Leach dans Margaret (2009)
- Jane Alexander dans William & Kate : Romance royale (2011)
- Emma Thompson dans l'épisode Walking the Dogs de la série Playhouse Presents (2012)
- Jane Carr dans l'épisode 26 La guerre du thé de la quatrième saison de Teen Titan Go! (2013)
- Dans The Crown produite par Netflix :
  - Claire Foy dans les saisons 1 et 2 (2016-2017)
  - Olivia Colman dans les saisons 3 et 4 (2019-2020)
  - Imelda Staunton dans les saisons 5 et 6 (2022-2023)
- Tracey Ullman dans Death to 2020 (2020)
- Frances de la Tour dans The Prince (2021)
- Kari Wahlgren dans la saison 3 de Harley Quinn (2022)
- Meadhbh Maxwell dans La Roturière (2025)[433]

#### Émissions de radio et de télévision
Jan Ravens prête sa voix à sa marionnette dans l'émission satirique britannique Spitting Image (1984-1996) et l'imite dans plusieurs émissions radios ou télévisées. Au début des années 1990, Scott Thompson joue fréquemment la reine dans l'émission comique canadienne The Kids in the Hall. L'animatrice britannique Tracey Ullman l'imite régulièrement dans son émission Tracey Takes On… à la fin des années 1990.

## Documentaires
- 1954 : Sa visite officielle en Australie donne lieu à la réalisation du premier film australien en couleur, un documentaire intitulé The Queen in Australia[434].
- 2022 : 
  - Simon Finch réalise Elizabeth: The Unseen Queen[435].
  - Roger Michell réalise Elizabeth : Regard(s) singulier(s)[436].

## Généalogie

### Ascendance
Jusqu'à la 5e génération présentée ci-dessous, les ascendants d'Élisabeth II sont Britanniques, Allemands, Danois et Hongrois.

### Descendance
Élisabeth II est mère de quatre enfants (Charles, Anne, Andrew et Edward), grand-mère de huit petits-enfants (William, Harry, Peter, Zara, Beatrice, Eugenie, Louise et James), et arrière-grand-mère de douze arrière-petits-enfants (George, Charlotte, Louis, Archie, Lilibet, Savannah, Isla, Mia, Lena, Lucas, Sienna et August). Après sa mort, naissent deux autres arrière-petits-enfants : Ernest et Athena.

## Titres et honneurs

Monogramme royal d'Élisabeth II.

### Titulature complète
Élisabeth II possède de nombreux titres et grades militaires honoraires dans tout le Commonwealth, est la souveraine de nombreux ordres dans ses royaumes, et a reçu des distinctions et des honneurs dans le monde entier. Elle possède officiellement un titre différent dans chacun de ses royaumes : reine de Nouvelle-Zélande en Nouvelle-Zélande, reine des Tuvalu aux Tuvalu, etc. Dans les îles Anglo-Normandes et l'île de Man qui sont des dépendances de la Couronne, elle est désignée respectivement comme duc de Normandie et seigneur de Man. Dans certains territoires, son titre officiel comprend « défenseur de la foi » et « duc de Lancastre ».
Au cours de sa vie, elle est connue successivement sous les titres suivants :
- 21 avril 1926 - 11 décembre 1936 : Son Altesse Royale la princesse Élisabeth d'York[d] (naissance) ;
- 11 décembre 1936 - 20 novembre 1947 : Son Altesse Royale la princesse Élisabeth (avènement de George VI) ;
- 20 novembre 1947 - 6 février 1952 : Son Altesse Royale la princesse Élisabeth, duchesse d'Édimbourg (mariage) ;
- 6 février 1952 - 8 septembre 2022 : Sa Majesté la reine.

### Décorations étrangères
Élisabeth II est décorée des ordres suivants :
- Chevalier de l’ordre de l'Éléphant (Danemark, 1947)
- Grand cordon de l’ordre d’El Kemal (royaume d'Égypte, 1948)
- Grand-croix de l’ordre national de la Légion d'honneur (France, 1948)
- Membre de l’ordre du Souverain Bienveillant (royaume du Népal, 1949)
- Chevalier grand-croix de l’ordre du Lion des Pays-Bas (Pays-Bas, 1950)
- Membre avec écharpe puis collier de l’ordre d’Al-Hussein ibn Ali (Jordanie, 1953 et 1984)
- Membre, puis membre avec collier de l’ordre des Séraphins (Suède, 1953 et 1975)
- Collier d’or de l’ordre de Manuel Amador Guerrero (Panama, 1953)
- Chaîne et collier de l’ordre du Sceau de Salomon (Éthiopie, 1954)
- Grand collier de l’ordre d'Idris Ier (Libye, 1954)
- Grand-croix avec collier de l’ordre de Saint-Olaf (Norvège, 1955)
- Écharpe des trois ordres (l’ordre du Christ, l’ordre d’Aviz et l’ordre de Santiago conférés en une seule distinction) (Portugal, 1955)
- Membre de la chaîne du grand ordre des Hachémites (Iraq, 1956)
- Dame de la grand-croix avec collier de l’ordre du Mérite de la République italienne (1958)
- Grand-croix classe spéciale de l’ordre du Mérite de la République fédérale d'Allemagne (1958)
- Grand-croix en diamants de l’ordre du Soleil (Pérou, 1960)
- Nishan-e-Pakistan (Pakistan, 1960)
- Grand collier de l’ordre du Libérateur Général San Martin (Argentine, 1960)
- Dame de l’ordre de la Dynastie Chakri (Thaïlande, 1960)
- Grand collier de l’ordre de l’Indépendance (Tunisie, 1961)
- Collier de l’ordre de la Rose blanche (Finlande, 1961)
- Grand cordon de l’ordre national du Mali (Mali, 1961)
- Grand-croix de l’ordre national du Lion du Sénégal (1961)
- Chevalier grand cordon, puis avec collier de l’ordre des Pionniers du Libéria (1961, 1979)
- Grand-croix de l’ordre national de Côte d’Ivoire (1961)
- Chevalier grand band de l’ordre de l’Étoile d’Afrique (Liberia, 1962)
- Collier et grand cordon de l’ordre du Chrysanthème (Japon, 1962)
- Grand-croix de l’ordre de la Valeur Camerounaise (1963)
- Grand cordon de l’ordre de Léopold (Belgique, 1963)
- Chevalier grand-croix de l’ordre du Rédempteur (Grèce, 1963)
- Grand-croix avec collier de l’ordre du Faucon (Islande, 1963)
- Chaîne d’honneur (Soudan, 1964)
- Grand collier de l’ordre du Mérite du Chili (1965)
- Grande étoile de la Décoration d’honneur pour services rendus à la république d’Autriche (1966)
- Grand collier de l’ordre national de la Croix du Sud (Brésil, 1968)
- Grand commandeur de l’ordre du Nigeria (1969)
- Membre de première classe de l’ordre d’Al-Nahayyan (Abou Dabi, 1969)
- Grand-croix de l’ordre de l’Étoile équatoriale (Gabon, 1969)
- Ordre du Soleil Suprême (Afghanistan, 1971)
- Chevalier de l’ordre du Lion d'or de la maison de Nassau (Luxembourg, 1972)
- Ordre de la Couronne du Royaume (Malaisie, 1972)
- Membre de l’ordre distingué de Ghaazi (Maldives, 1972)
- Ordre du Cœur d’Or du Kenya (1972)
- Ordre de la famille royale de la Couronne de Brunei (1972)
- Ordre de l'Étoile de Yougoslavie (1972)
- Ordre de Temasek (Singapour, 1973)
- Grand collier de l’ordre de l'Aigle aztèque (Mexique, 1973)
- Grand cordon de l’ordre national du Léopard (république démocratique du Congo, 1973)
- Étoile de la république d’Indonésie, 1re classe (1974)
- Grand commandeur de l’ordre de la République de Gambie (1974)
- Collier de l’ordre du Nil (Égypte, 1975)
- Médaille d’or du mérite de la Croix-Rouge japonaise (1975)
- Grand collier de l’ordre de Saint-Jacques de l’Épée (Portugal, 1978)
- Membre de première classe de l’ordre de l'Étoile de la république socialiste de Roumanie (1978 à 1989)
- Collier de l’ordre de Moubarak le Grand (Koweït, 1979)
- Collier de l’Indépendance (Qatar, 1979)
- Collier de l’ordre d’al-Khalifa (Bahrein, 1979)
- Membre de première classe de l’ordre d’Oman (1979)
- Collier de l’ordre du roi Abdelaziz (Arabie saoudite, 1979)
- Membre de première classe de l’ordre du Lion (Malawi, 1979)
- Grand cordon de l’ordre de la République (Tunisie, 1980)
- Morocco Membre de la classe spéciale de l'ordre de Souveraineté (Maroc) (1980)
- Membre de l’ordre d’Al Said (Oman, 1982)
- Prix d’honneur de la Dominique (1985)
- Médaille de la croix de la Trinité en or (Trinité-et-Tobago, 1985)
- Collier de l’ordre de Charles III (Espagne, 1986)
- Membre du grand ordre de Mugunghwa (Corée du Sud, 1986)
- Collier de l'ordre de la Toison d'or (Espagne, 1989)
- Collier de la Fédération (Émirats arabes unis, 1989)
- Grand commandeur de l’ordre de la République fédérale (Nigeria, 1989)
- Grand ruban de l’ordre du Mérite de la république de Pologne (1991)
- Grand-croix de l’ordre du Mérite hongrois (1991)
- Médaille du jubilé d’argent du sultan de Bruneï (1992)
- Compagnon d’honneur honoraire de l’ordre national du Mérite (Malte, 1992)
- Ordre de la famille royale de la Couronne de Brunei (1992)
- Compagnon d’honneur honoraire avec collier de l’ordre national du Mérite (Malte, 1992)
- Grand collier de l’ordre militaire de la Tour et de l’Épée, de la Vaillance, de la Loyauté et du Mérite (Portugal, 1993)
- Grand collier de l’ordre de Boyaca (Colombie, 1993)
- Membre de la classe spéciale de l’ordre du Koweït (1995)
- Grand-croix en or de l’ordre de Bonne Espérance (Afrique du Sud, 1995)
- Membre de l’ordre présidentiel (Botswana, 1995)
- Chevalier de l’ordre de l’Aigle Blanc (Pologne, 1996)
- Membre de première classe avec collier de l’ordre du Lion Blanc (République tchèque, 1996)
- Grand-croix avec collier de l’ordre des Trois Étoiles (Lettonie, 1996)
- Grand-croix de l’ordre du Mérite (Pérou, 1996)
- Membre de l’ordre de l’Étoile de Roumanie (2000)
- Membre de l’ordre de l’Aigle royal (Kazakhstan, 2000)
- Membre avec écharpe et grande étoile du grand ordre du Roi Tomislav (Croatie, 2001)
- Membre honoraire de l'Hommage de la République (Malte, 2005)
- Grand-croix avec chaîne d’or de l’ordre de Vytautas le Grand (Lituanie, 2006)
- Collier de la croix de l’ordre de la Croix de Terra Mariana (Estonie, 2006)
- Compagnon honoraire de l’ordre de l'Étoile du Ghana (2007)
- Membre de première classe de l’ordre de l’État de la république de Turquie (2008)
- Ordre des Mérites exceptionnels (Slovénie, 2008)
- Membre de première classe de l’ordre de la Double Croix Blanche (Slovaquie, 2008)
- Ordre de Zayed (Émirats arabes unis, 2010)
- Compagnon en or de l’ordre des Compagnons de O. R. Tambo (Afrique du Sud, 2010)
- Grand collier de l’ordre de l’Aigle de Géorgie (2017)
- Grand-croix de l'ordre équestre de Saint-Marin (2022).

### Armes
Du 21 avril 1944 (jour de ses 18 ans) à son couronnement, les armoiries d'Élisabeth II sont composées d'un losange portant les armoiries royales du Royaume-Uni différenciées par un lambel de trois points argent ; le point central portant une rose Tudor et les deux autres, une croix de saint Georges. À son accession au trône, elle hérite des diverses armoiries utilisées par son père durant son règne.
| Figure | Blasonnement |
|        | Princesse du Royaume-Uni (1926-1952), duchesse d'Édimbourg (1947-1952) Écartelé, en I et IV de gueules à trois léopards d'or armés et lampassés d'azur [Angleterre], en II d'or, au lion de gueules, au double trescheur fleuronné et contre-fleuronné du même [Écosse], en III d'azur, à la harpe d'or, cordée d'argent [Irlande] ; au lambel à trois pendants d'argent brochant, chargé en cœur d'une Rose Tudor, les deux autres chargés d'une croix de gueules. Ajout de l'ordre de la Jarretière en 1947, avec sa devise Honi soit qui mal y pense. |
|        | Reine du Royaume-Uni de Grande-Bretagne et d'Irlande du Nord (1952-2022) Écartelé, en I et IV de gueules à trois léopards d'or armés et lampassés d'azur [Angleterre], en II d'or, au lion de gueules, au double trescheur fleuronné et contre-fleuronné du même [Écosse], en III d'azur, à la harpe d'or, cordée d'argent [Irlande du Nord]. En dessous, la devise Dieu et mon droit. |

### Étendards
La reine possède également des étendards et des drapeaux personnels dans les différents royaumes du Commonwealth.

Étendard personnel d'Élisabeth II.
Étendard d'Élisabeth II utilisé au Royaume-Uni.
Étendard d'Élisabeth II utilisé en Australie.
Étendard d'Élisabeth II utilisé au Canada.
Étendard d'Élisabeth II utilisé en Nouvelle-Zélande.
Étendard d'Élisabeth II utilisé en Jamaïque.

Étendard d'Élisabeth II utilisé en Sierra Leone de 1961 à 1971.
Étendard d'Élisabeth II utilisé à Trinité-et-Tobago de 1962 à 1976.
Étendard d'Élisabeth II utilisé à Malte de 1964 à 1974.
Étendard d'Élisabeth II utilisé à la Barbade de 1966 à 2021.
Étendard d'Élisabeth II utilisé à Maurice de 1968 à 1992.